# Christopher Marlowe

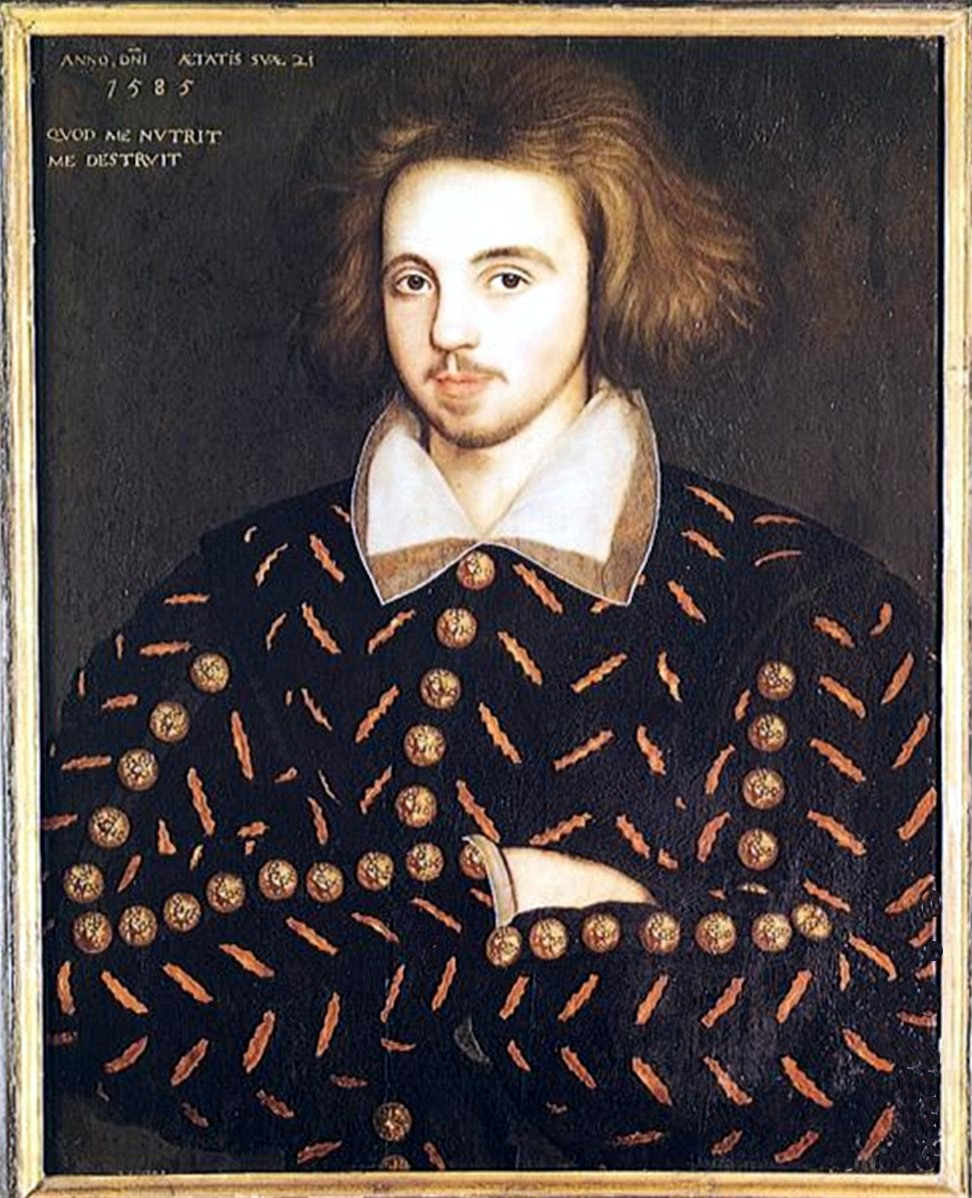
Porträt, datiert 1585, mit der Inschrift AETATIS SVAE 21 (lat. in seinem 21. Jahr) und dem Motto Quod me nutrit me destruit (lat. Was mich ernährt, zerstört mich), das mit einer gewissen Plausibilität Christopher Marlowe darstellen dürfte. Es wurde 1953 in beschädigtem Zustand bei Renovierungsarbeiten in der Masters Lodge des Corpus Christi College in Cambridge entdeckt.

Christopher Marlowe (getauft 26. Februar 1564 in Canterbury; † 30. Mai 1593 in Deptford), Spitzname „Kit“, war ein englischer Dichter, Dramatiker und Übersetzer des elisabethanischen Zeitalters.
Die Kenntnisse über Christopher Marlowes Persönlichkeit und Leben sind spärlich und lückenhaft. Sie sind überwiegend aus indirekten, sehr unterschiedlichen Quellen, Aufzeichnungen, Zeugnissen und Fundstücken im Laufe von Jahrhunderten „mosaikstückhaft“ rekonstruiert worden.
Die frühneuenglische Sprache kannte keine geregelte Orthographie, weshalb man den Namen Marlowe sehr unterschiedlich geschrieben vorfindet, u. a. als Malyn, Marlar, Marley, Marlen, Marle, Marlin, Marly, Marlye, Marlyn, Marlo, Marlow, Merling, Merlin, Merley, Morley, Morleyn. Bei verschiedenen Quellen mit unterschiedlich geschriebenen Namen wird zum Teil kontrovers darüber diskutiert, ob es sich jeweils eindeutig um Christopher Marlowe gehandelt habe.

## Leben

### Canterbury (1564–1579)
Die früheste Quelle über Christopher Marlowe ist der Taufeintrag der St.-Georgs-Kirche in Canterbury vom 26. Februar 1564. Sein genauer Geburtstag steht nicht fest, er wird zwischen dem 15. und 26. Februar 1564 vermutet. Er wurde als zweites Kind des Schuhmachers und „freien Manns“ („freeman“) von Canterbury John Marlowe († Februar 1605) und seiner Ehefrau Catherine Arthur († Juli 1605) aus Dover geboren, deren Hochzeit am 22. Mai 1561 beurkundet ist. Auch sein Urgroßvater Richard Marley und Großvater Christopher Marley waren Schuhmacher. Der Vater war acht Jahre zuvor aus Ospringe (heute Teil von Faversham) nach Canterbury gezogen. Von den neun Kindern überlebten sechs das Kindesalter. Bei den jüngeren Geschwistern handelt es sich um Margaret (* 1565), Joan (* 1569), Thomas I (* 1570, früh gestorben), Ann (* 1571, Heirat 1593), Dorothy (* 1573, Heirat 1594) und Thomas II (* 1576). Eine Quelle aus Canterbury (1573), die einen 12-jährigen Jungen Christopher Mowle als Marlowe erkennt, wurde bisher nicht allgemein anerkannt.
Am 14. Januar 1579 begann er offiziell mit einem Stipendium an der King’s School in Canterbury. Zu dieser Zeit ist belegt, dass er versiert im Lateinischen war. Über seine Schulbildung bis zu diesem Datum ist nichts bekannt. Als Schulgefährte an der King's School wurde der Bruder des Dramatikers John Lyly, Will Lyly, (Lilly oder Lylie) erkannt. Der Satiriker Stephen Gosson und der Physiologe William Harvey begannen an dieser Schule ihre Ausbildung vor bzw. nach Marlowe. Der Erzbischof von Canterbury in den Jahren 1559 bis 1575, Matthew Parker, der durch seine frühere Kaplanstätigkeit bei Elisabeths Mutter Anna Boleyn eine enge Bezugsperson für Königin Elisabeth I. war, hatte in seinem Testament ein Universitäts-Stipendium für einen Schüler der King's School in Canterbury am Corpus Christi College der Universität Cambridge hinterlassen, wofür einige Jahre nach seinem Tod († 1575) sein Sohn Jonathan (John) Parker Christopher Marlowe auswählte. John Parker war ein Freund von Sir Roger Manwood, Lord Chief Baron of the Exchequer. Es wurde eine Lateinische Elegie zu dessen Ehre anlässlich seines Todes 1593 entdeckt, als deren Autor man Marlowe annimmt. Das lateinische Epitaph fand sich auf der Rückseite des Titelblatts eines Exemplars (1629) von Marlowes und George Chapmans Hero und Leander.
Es ist belegt, dass Marlowe nach seinem Weggang nach Cambridge (1580) mindestens noch zweimal nach Canterbury zurückgekehrt ist, einmal im Herbst 1585 anlässlich einer Testamentsbeurkundung (siehe Signatur) einer Mrs. Benchkyn und 1592, als er in eine Auseinandersetzung mit dem Sänger und Komponisten William Corkine II verwickelt war, der 1612 das Liederbuch Second Book of Airs veröffentlichte.

### Cambridge (1580–1586)
Marlowe verließ fast 17-jährig gegen Ende 1580 Canterbury, um sein Stipendium am Corpus Christi College in Cambridge anzutreten. Nachweislich des Universitätsregisters wurde er am 17. März 1581 als „convictus secundus“ „Coll.corp.xr.Chrof.Marlen“ immatrikuliert. Der Name „Christof. Marlyn“ erscheint in der Liste der Studenten des Corpus Christi College, die zum Erwerb des B. A. zugelassen waren, während der Name „Marley“ als der 199ste von 231 Studenten, auf der „Ordo Senioritatis“ im „Grace Book“ der Universität Cambridge 1583/84 gelistet wird.
In Cambridge, wo er für die nächsten sieben Jahre offiziell eingeschrieben war, erwarb er 1584 seinen B. A. und 1587 seinen M. A. Unbekannt ist der genaue Zeitraum, in dem er Freund des gleichaltrigen Thomas Walsingham wurde, des jüngeren Vetters seines Gönners Sir Francis Walsingham, der der einflussreiche „Geheimdienstchef“ der Königin Elisabeth war. Francis Walsingham verdankte seine eigene Position am Hof und seinen Sitz im Privy Council (ab 1573) seinem mächtigen Gönner und Vertrauten William Cecil, Lord Burghley, Königlicher Schatzkanzler und Chefberater der Königin und auch Kanzler der Universität Cambridge. Sowohl Francis und Thomas Walsingham als auch Lord Burghley müssen, soweit die Quellen dies hergeben, in Marlowes Leben und Tätigkeit in Cambridge und London eine herausgehobene Rolle gespielt haben.

Die Bartholomäusnacht, Ölgemälde von François Dubois (1529–1584)

Literaturhistoriker konnten bis heute nicht klären, wann Marlowes Freundschaft mit Thomas Walsingham begann. In Edward Blounts Zueignung des Versepos Hero & Leander an Thomas Walsingham kennzeichnet er die enge Beziehung zwischen Walsingham und dem Dichter Marlowe „the man that hath been dear unto us“, Es ist belegt, dass Thomas Walsingham mit seinem älteren Vetter Francis Walsingham und Philip Sidney in der Bartholomäusnacht am 24. August 1572 in der englischen Botschaft in Paris weilten, während des Massakers an den Hugenotten, über das Marlowe sein Drama The Massacre at Paris schrieb. Francis Walsinghams einzige Tochter aus zweiter Ehe Frances heiratete 1583 in erster Ehe Sir Philip Sidney, Earl of Essex, in zweiter Ehe Robert Devereux, 2. Earl of Essex, in dritter Ehe Richard Burke, 4. Earl of Clanricarde.
Thomas Walsingham, der schon im jugendlichen Alter bei seinem einflussreichen Vetter Francis Walsingham in Diensten stand, gilt als Freund und Patron und mit hoher Wahrscheinlichkeit auch als der Liebhaber Marlowes.

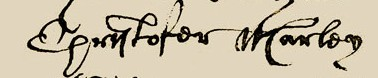
Handschrift Christopher Marlowes; Unterschrift unter einem Testament 1585, Canterbury

Mittels der erhaltenen Quellen der Abrechnungen des Stipendiums und Aufzeichnungen der Ausgaben aus der Kantine des College („College Buttery“) ist man über seine tatsächliche Anwesenheit in Cambridge einigermaßen informiert. Aus diesen Quellen wird deutlich, dass er häufiger für längere Zeiten abwesend war, beispielsweise sieben Wochen im Juni–September 1582, sieben Wochen im April–Juni 1583. Für das akademische Jahr 1584/85 (sein erstes Jahr als Dominus Marlowe, B.A.) scheint er weit weniger als die Hälfte der vorgeschriebenen Zeit anwesend gewesen zu sein. Obwohl Zahlungsunterlagen für das Akademische Jahr 1585/86 fehlen, zeigen seine „Buttery Accounts“, dass er offiziell nur zwischen April und Juni 1586 abwesend war. Über seine Aufenthalte während seiner Abwesenheiten gibt es wenige Kenntnisse bis auf einen Aufenthalt in seiner Heimatstadt Canterbury, bei dem er eine Unterschrift unter dem Testament der ansonsten unbekannten Person Catherie Benchkyn im August 1585 leistete. Von diesem Testament stammt Marlowes erhalten gebliebene Signatur, bei der er mit „Christofer Marley“ unterschrieb, zusammen mit der Unterschrift seines Vaters.
Man vermutet, dass Francis Kett, der 1569 sein B.A. und 1573 sein M.A. am selben Corpus Christi College absolviert hatte und am 14. Januar 1589 wegen Ketzerei in Norwich auf dem Scheiterhaufen verbrannt wurde, ein Fellow und Tutor an seinem College war und ihn in seinen religiösen Haltungen beeinflusst haben dürfte.
In Cambridge, etwa im Jahr 1582/83, übersetzte er Ovids erotische Liebesgedichte Amores und Lucans Pharsalia, Erstes Buch (Gedicht über die Schlacht von Pharsalos) aus dem Lateinischen. Marlowes 1596 in Druck gelangte Ovid-Übersetzung erlag der Zensur und wurde 1599 auf Befehl des Erzbischofs von Canterbury John Whitgift und des Bischofs von London Richard Bancroft durch Verbrennung verbannt. Als sein erstes vollständiges Theaterstück aus der gleichen Zeit, das verlorengegangen ist, wird von einigen Experten The True History of George Scanderbeg vermutet. Literarhistoriker gehen mehrheitlich davon aus, dass er Königin von Carthago Dido unter Mithilfe von Thomas Nashe sowie Tamburlaine, Teil I noch in Cambridge innerhalb der Zeit etwa von 1584/86 konzipiert haben dürfte, mit dem er später in London großen Erfolg hatte.

### London (1587–1593)
Soweit die Quellen und Rekonstruktionen dies hergeben, muss er in seinen letzten sechs Lebensjahren in London 1588 bis 1593 unmittelbar für das Theater zu schreiben begonnen haben. Es folgten nacheinander Aufführungen seiner Theaterstücke Dido, Edward II, The Massacre at Paris, Doktor Faustus, The Jew of Malta, aufgeführt von den Mitgliedern der Theatergruppen Lord Admiral’s Company of Players (kurz: Admiral’s Men) unter der Führung des Theatermanagers und Schauspielers Edward Alleyn bzw. Lord Strange’s Men oder The Earl of Pembroke’s Men. Zu Marlowes Lebzeiten trug keines seiner gedruckten Werke seinen Namen. Ausgaben von Tamburlaine 1590 und 1592 enthielten keinen Namen auf dem Titelblatt. Alle anderen Werke, die mit dem Namen Marlowe assoziiert werden, wurden erst nach seinem Tod 1593 gedruckt.

#### 1587
Bereits vor Bewilligung seines M.A. (13. März 1587) lässt sich aus einer Quelle ableiten, dass er für einen Aufenthalt am katholischen Priesterseminar in Reims bestimmt war („was determined“). Zeitgleich mit Marlowes Abwesenheit ereignete sich die Babington-Verschwörung, die am katholischen Seminar in Reims, das unter der Leitung von William Allen stand, konzipiert worden war. Allen organisierte in jener Zeit den katholischen Widerstand gegen die protestantische Herrschaft Elisabeths I. in England. Auch „nicht-katholische“ Studenten waren dort zugelassen, und das in Cambridge eingetroffene Gerücht, dass Marlowe als konvertierter Katholik in Reims weilen könnte, veranlasste die Leitung des Corpus Christi College in Cambridge, die Erlaubnis zur Erteilung seines Master Degrees (M.A.) zurückzuhalten.
William Allen, 1587 zum Kardinal ernannt, errichtete an der von König Philip von Spanien in Douai (Nordfrankreich) 1559 gegründeten Universität 1569 das Englische Katholische Seminar, das 1578 Douai verlassen musste und bis 1593 in Reims weiterexistierte. Zu jener Zeit, wie Christopher Marlowe, im katholischen Priesterseminar am „Collège des Anglais“ in Reims vermutet zu werden, galt als ein Affront gegenüber dem protestantischen England. Von 1580 bis 1587 war Reims das Zentrum „katholischer Rebellion gegen England und Königin Elisabeth“.
Marlowe appellierte an den Privy Council, ihn für nicht belastet zu erklären, was der Privy Council mit dem erhalten gebliebenen Brief vom 29. Juni 1587 an die Universität Cambridge in auffälliger Weise tat, unterschrieben u. a. vom Erzbischof von Canterbury, John Whitgift und vom Schatzkanzler, William Cecil, Lord Burghley.

„Whereas it was reported that Christopher Morley was determined to have gone beyond the seas to Reames and there to remaine, Their Lordships thought good to certefie that he had no such intent, but that in all his accions he had behaved him selfe orderlie and discreetlie wherebie he had done her Majestie good service, & deserved to be rewarded for his fathfull dealinge: Their Lordships request that the rumor thereof should be allaied by all possible meanes, and that he should be furthered in the degree he was to take this next Commencement: Because it was not her Majesties pleasure that anie one emploied as he had been in matters touching the benefitt of his Countrie should be defamed by those that are ignorant in th’affaires he went about. To this are appended the titles of the Lord Archbishop (John Whitgift), Lord Chancelor (Christopher Hatton), Lord Thr[easur]er (William Cecil), Lord Chamberlaine (Henry Carey) and Mr. Comptroler (James Crofts).“

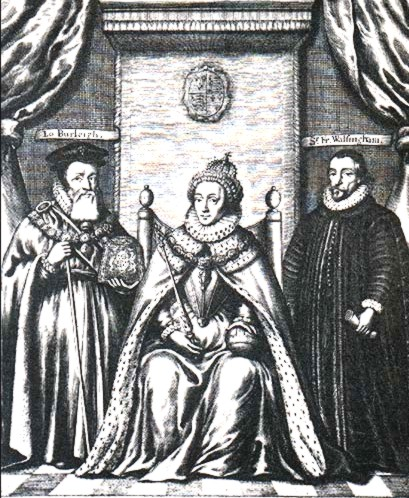
Kupferstich von William Faithorne, 1655 Queen Elizabeth I; William Cecil; Sir Francis Walsingham. Cecil und Walsingham waren wichtige Bezugspersonen für Marlowe

Diese Quelle macht deutlich, dass Marlowe in „höchsten“ offiziellen Diensten des Privy Council stand (wohl mindestens seit 1584) und zugleich ein starkes Interesse von Privy Council und Königin Elisabeth bestanden haben muss, dass Christopher Marlowe der Master Degree (M.A.) von der Leitung der Universität nicht verwehrt werde. Königin Elisabeth bescheinigt Marlowe, dass er in Sachen zum Wohle des Landes beschäftigt war und es verdient habe, dafür vertrauensvoll behandelt zu werden („deserved to be rewarded for his fathfull dealinge“). Hieraus wurde gefolgert, dass Marlowe bereits in einem Alter von 20 Jahren in einem hohen Ansehen bei den allerhöchsten Stellen der Krone und Regierung, wohl insbesondere bei William Cecil und Sir Francis Walsingham und dem Hofe um Königin Elisabeth gestanden haben muss. Es ist bis heute nicht bekannt, ob Marlowes Regierungsdienste darin bestanden, Meldungen zwischen ausländischen Botschaften und Königshöfen zu überbringen oder ob er einer der regelmäßigen Informanten und (Reise-)Begleiter und Diplomat von Francis Walsingham war. Es gilt als wahrscheinlich, dass er als Botschafter und Kundschafter tätig war. Es ist in keiner bekannten Quelle eindeutig belegt, dass er eine „regelrechte“ Spionagetätigkeit für Francis Walsingham ausübte. Er muss vom Privy Council mit weit höher angesehenen Aufgaben betraut gewesen sein.
Im Juli 1587 erhielt er prompt sein M.A., kehrte wohl nicht mehr nach Cambridge zurück und verbrachte die vermuteten letzten sechs Jahre seines Lebens in London.
In einem erhaltenen, von Utrecht („the Low Countries“) abgesandten, offiziellen Brief von Robert Ardern an Lord Burghley, datiert vom 2. Oktober 1587, wird ein „Morley“ unter den „government messengers“ aufgeführt, von dem viele Experten überzeugt sind, dass es sich nur um Christopher Marlowe gehandelt haben kann.

#### 1588/1589
Der wachsende Erfolg von Marlowes Theateraufführungen in London zog die Aufmerksamkeit anderer Dichter wie Robert Greene nach sich, der seine „Rivalität“ zu Marlowe in mehreren seiner Schriften erkennen zu lassen scheint. So wird vermutet, dass Greene in seinem Vorwort zu Perimedes the Blacksmith (1588) auf Marlowe anspielt.
Auch das am 23. August 1589 erschienene Menaphon mit einem Vorwort von Thomas Nashe enthält vermutlich in verschiedenen Passagen einen Angriff Greenes auf Marlowe. Möglicherweise wurde The Jew of Malta bereits im Jahre 1589 in London aufgeführt.
Während der Beginn seines Aufenthaltes 1587 in London weitgehend im Dunkeln liegt, wird er durch eine Quelle aus dem Jahre 1589 erkennbarer, aus der hervorgeht, dass er in Norton Folgate, Shoreditch, außerhalb und nördlich der Stadtgrenze von London in der Nähe des Dichters Thomas Watson lebte, wo die beiden wichtigsten Londoner Theaterhäuser The Theatre und The Curtain lagen.
Trotz insgesamt geringer und zum Teil unzuverlässiger und zumeist nur indirekter Quellen scheint Marlowe in London einen größeren Kreis von Freunden und Bekannten gehabt zu haben, hierunter insbesondere seinen Freund und Gönner Thomas Walsingham, jüngerer Vetter des einflussreichen Geheimdienstchefs von Königin Elisabeth I. Francis Walsingham. In London gehörte er einem Kreis von Intellektuellen, gebildetem Adel, Philosophen und Dichtern um Henry Percy, 9. Earl of Northumberland, (ebenfalls 1564 geboren) und Sir Walter Raleigh an, die eine geheime Gruppe von Freidenkern The School of Night gebildet hatten, die hinter verschlossenen Türen „verbotenes Wissen“ diskutierte und als „Kreis der Atheisten“ stigmatisiert wurde. Diesem Kreis gehörten auch der Mathematiker Thomas Harriot, Walter Warner und die Dichter Matthew Royden und Philip Sidney an.
Es kann mit guten Gründen angenommen werden, dass er die Verleger Edward Blount, Herausgeber von Shakespeares First Folio, und Thomas Thorpe, Herausgeber der Shakespeare’schen Sonette, ebenso kannte wie die University Wits, einen, später so genannten, Zirkel von Dichtern bzw. Bühnenautoren mit Thomas Nashe, Robert Greene, George Peele, John Lyly und Thomas Lodge, die sich in London zusammenfanden und für das Theater und die Öffentlichkeit schrieben. Da er sich in Theaterkreisen bewegte, muss er mit dem Theatermanager Philip Henslowe, der seine Stücke vertrieb, und dem hünenhaften Edward Alleyn, der die Hauptrollen in den meisten seiner Stücke spielte, bekannt gewesen sein. Ihm wird auch eine Bekanntschaft zu Lord Strange (dem zukünftigen Earl of Derby) zugeschrieben, dessen Schauspielertruppe, die Lord Strange’s Men, seine Stücke aufgeführt hatten.

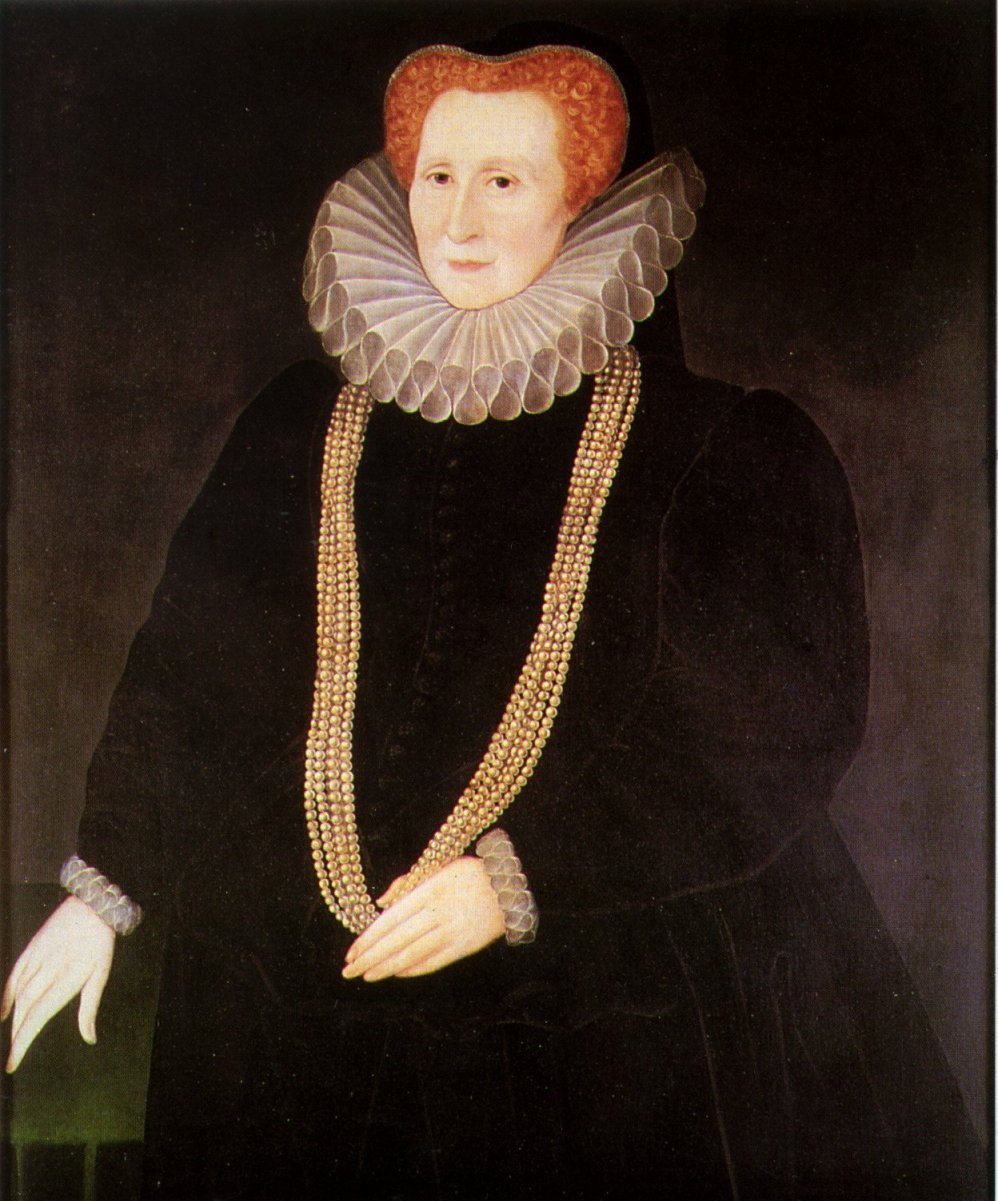
Bess of Hardwick, Countess of Shrewsbury, Elizabeth Talbot

Aus einer Quelle eines Briefes der Countess of Shrewsbury, Elizabeth Talbot an William Cecil vom 21. September 1592 wird deutlich, dass Christopher Marlowe zwischen 1589 und 1592 für dreieinhalb Jahre bei ihrer Enkelin Lady Arabella Stuart Tutor bzw. Hauslehrer (reader und attendant) war, bevor er sie verließ.

„One Morley, who hath attended on Arbell and read to her for the space of three year and a half, showed to be much discontented since my return into the country, in saying he had lived in hope to have some annuity granted him by Arbell out of her land during his life, or some lease of grounds to the value of fourty pound a year, alleging that he was so much damnified by leaving the University …. I understanding by divers that Morley was so much discontended, and withall of late having some cause to be doubtful of his forwardness in religion (though I cannot charge him with papistry) took occasion to part with him. After he was gone from my house, and all his stuff carried from hence, the next day he returned again, very importunate to serve, without standing upon any recompense …. From my house at Hardwyck, the 21st Sept. 1592.“

Diese Quelle ist lange kaum beachtet worden, bis erkannt wurde, dass Lady Shrewsbury, Elisabeth Talbot am 18/28. September 1589 die „Zentrale ihres geschäftlichen Imperiums“ von Hardwick, Derbyshire nach London verlegte, und Arabella Stuart sich also zur gleichen Zeit wie Marlowe in London aufgehalten haben dürfte. Da Arabella Stuart zu den unmittelbaren Thronfolge-Anwärterinnen von Königin Elisabeth gehörte (Nichte von Maria Stuart und Cousine von James VI. von Schottland) und damit eine Gefahr für die Königin darstellte, wurde auch vermutet, dass die Einsetzung Marlowes als Tutor Arabella Stuarts durch den Privy Council als eine Informationsquelle für die Regierung (Francis Walsingham bzw. William Cecil) gedient haben könnte.
Aufzeichnungen über einen Vorfall zur gleichen Zeit am 18. September 1589 belegen, dass er in der „Hog Lane“ (Gemeinde St Giles-without-Cripplegate) in eine Auseinandersetzung verwickelt war, in der sein Dichterfreund Thomas Watson in Selbstverteidigung William Bradley, den Sohn eines Gastwirts, tötete. Er wurde zusammen mit Watson in das Gefängnis in Newgate verbracht, am 1. Oktober auf Kaution ausgelöst (bailed) und am 3. Dezember offiziell freigesprochen. Thomas Watson war, wie Marlowe, mit Thomas Walsingham befreundet, dem er 1590 Meliboeus widmete, eine lateinische Elegie auf den Tod des mächtigen und einflussreichen Vetters Francis Walsingham.

#### 1590/1591
Am 14. August 1590 wurde sein Theaterstück Tamburlaine bei der Gilde der Drucker, Verleger und Buchhändler, dem Stationer’s Register, eingereicht.
Quellen belegen indirekt, dass er 1591 mit Thomas Kyd in London eine Wohnung teilte.
Im Januar 1592 wurde Marlowe (Christofer Marly) auf dem Kontinent in Vlissingen, einer damaligen englischen Garnisonsstadt, von Richard Baines (der ihn ein Jahr später der Häresie und des Atheismus beschuldigte) bezichtigt, falsche Schillinge gemünzt und verräterische Absichten gehegt zu haben, und verhaftet. Sir Robert Sidney schickte ihn mit einem Brief vom 26. Januar 1591/2 nach England zum Lordkämmerer William Cecil zurück, der seinen Fall entscheiden sollte. Aus dem Brief, der die Situation der gegenseitigen Vorwürfe von Richard Baines und Marlowe recht genau schildert, wird erkennbar, dass Gouverneur Robert Sidney nicht davon überzeugt zu sein scheint, dass hier eine ernste Münzfälscherei beabsichtigt war, und ebenso, dass Marlowe sich als gut bekannt mit Lord Northumberland und der Theatergruppe Lord Strange‘s Men auswies. Richard Baines hatte den Gouverneur Robert Sidney am Tag nach der Tat über den Vorfall informiert. Baines bezichtigt Marlowe ein Jahr später, wenige Tage vor dessen Tod, erneut schwerwiegendster Vergehen und kam hierbei auf diesen Vorfall der Münzfälschung zurück.

„…that he [Marlowe] had as good Right to Coine as the Queen of England and that he was acquainted with one Pooly (Poley) a prisoner in Newgate who hath greate skill in mixture of mettals and having learned some thinges of him he ment through help of a Cunninge stamp maker to Coin French Crownes pistoletes and English shillinges.“

Es ist nicht bekannt, ob Marlowe im Rahmen dieses Vorfalls in irgendeiner Form zur Rechenschaft gezogen wurde. Aus anderen Quellen geht hervor, dass er zumindest drei Monate später auf freiem Fuß war. Eine Erklärung für sein rasches Freikommen wurde damit gegeben, dass seine einflussreichen Verbindungen und Aufträge zum Privy Council, speziell zu Lord Burghley, bereits früher bestanden haben müssen.

#### 1592/1593
Am 12. März 1592, während der Belagerung von Rouen durch die Engländer, empfing der englische Botschafter Sir Henry Unton einen „Mr. Marlin“ zusammen mit einer Delegation der Königin, die im Hafen von Dieppe lagen, mit einer Beschwerde der englischen Garnison wegen Verpflegungsmangel, Forderung einer Versorgung oder Erlaubnis zur Rückkehr. Von Dieppe wurde Marlowe („Mr Marlin“) mit einem Brief an Lord Burghley zurückgesandt, dessen Brief die Aufschrift trug:

„To the Lord Treasurer; by Mr. Marlin … this bearrer also they send, by whom I thought good to write to your Lordship to crave your furder directions in that behalfe, beinge sorry to see ther wants.“

Man geht relativ sicher davon aus, dass sowohl das Drama The Jew of Malta als auch die Tragödie Edward II im Winter 1591/1592 von Pembrokes Men in London im Rose Theater aufgeführt worden sein müssen, obwohl Edward II nicht in den Tagebüchern (Diaries) des Theatermanagers Philip Henslowe notiert ist und damit keine exakten Daten über die ersten Aufführungen vorliegen. Es lässt sich für Edward II dennoch relativ verlässlich aus indirekten Hinweisen (Textzeilen), insbesondere durch seine mächtige Wirkung auf seine zeitgenössischen Dichterrivalen (Kyd, Peele, Lodge, Nashe, anonymer Autor von Arden Feversham) auf den Zeitraum der ersten Aufführungen schließen.
Es ist heute mehrheitlich akzeptiert, dass Marlowe der Autor der lateinischen, mit C. M gezeichneten Widmung von Thomas Watson Amintae Gaudia an Mary Sidney Herbert, Countess of Pembroke, (1592) ist.
Am 23. Juni 1592 ließ der Privy Council, aufgestört durch Krawalle in Southwark, alle Theater in London schließen. Die Schließung wurde durch einen schweren Pestausbruch verlängert und dauerte bis Juni 1594, bevor die Theater wieder öffneten.
Vom 15. September 1592 existiert eine Quelle eines Rechtsverfahrens in Canterbury, in dem es um die Kosten eines beschädigten Jacketts in einer Auseinandersetzung zwischen Marlowe und einem alten Freund, William Corkine in Canterbury, ging. Offensichtlich wurde das Verfahren freundschaftlich außerhalb des Gerichts gelöst. Jahre später (1612) veröffentlichte sein Sohn William Corkine II in seinem Zweiten Liederbuch Second Book of Ayres ein instrumentelles Arrangement des Marlowe’schen Gedichts Come Live with Me („a sweet new tune“).
Das am 20. September 1592 erschienene nachgelassene Werk von Robert Greene, „Greene’s Groatsworth of Wit, bought with a million of Repentance“, das angeblich auf Greenes Sterbebett (er starb am 3. September 1592) geschrieben wurde, enthält einen Brief an drei Stückeschreiberkollegen mit verschiedenen ermahnenden Warnungen.

„I will send warning to my olde consorts, which have lived as loosely as my selfe, albeit weakenesse will scarce suffer me to write, yet to my fellowe Schollers about this Cittie, will I direct these few insuing lines. … To those Gentlemen his Quondam acquaintance, that spend their wits in making Plaies, R. G., wisheth a better exercise, and wisedome, to prevent his extremities.“

Experten sind sich einig, dass mit den drei nicht mit Namen genannten Stückeschreibern Christopher Marlowe, Thomas Nashe und am ehesten George Peele gemeint gewesen sein müssen. In dem Textteil, der sich auf Marlowe bezieht, sorgt sich Greene um den weltmännischen Atheisten Marlowe, ohne ihn wirklich zu attackieren. Marlowe wird darin in einer längeren Betrachtung des Atheismus bezichtigt:

„I doubt not but you will looke backe with sorrow on your time past, and indevour with repentance to spend that which is to come. Wonder not (for with thee wil I first begin), thou famous gracer of Tragedian, that Greene, who hath said with thee (like the foole in his heart) There is no God, should now give glorie unto his greatnes: for penetrating is his power, his hand lies heavie upon me, he hath spoken unto me with a voice of thunder, and I have felt he is a God that can punish enimies. Why should thy excellent wit, his gift, bee so blinded, that thou shouldst give no glory to the giver? Is it pestilent Machivilian pollicy that thou hast studied? O peevish follie! What are his rules but meere confused mockeries, able to extirpate in small time the generation of mankind?. for if Sic volo, sic iubeo, hold in those that are able to commaund: and if it be lawfull Fas & nefas to do any thing that is beneficiall, onely Tyrants should possesse the earth, and they striving to exceed in tyrannie, should each to other bee a slaughter man; till the mightiest outliving all, one stroke were left for Death, that in one age man’s life should end. The brother of this Diabolicall Atheisme is dead, …“

Auch mit dem folgenden Passus wendet sich der dem Tod geweihte Robert Greene noch einmal an Marlowe, Nashe und Peele(?) mit einer Warnung vor Atheismus, Blasphemie und Sinneslust.

„But now returne I againe to you three, knowing my miserie is to you no news: and let me hartily intreate you to bee warned by my harms. Delight not (as I have done) in irreligious oathes; for from the blasphermers house, a curse shall not depart. Despise drunkennes, which wasteth the wit, and maketh men all equall unto beasts. Flie lust, as the deathsman of the soule, and defile not the Temple of the holy Ghost. Abhorre those Epicures, whose loose life hath made religion lothsome to your eares: and when they sooth you wit htearmes of Mastership, remember Robert Greene.“

Diese Bewertungen Greenes lassen bereits die drohend aufziehenden Gefahren, denen Marlowe in der unmittelbaren Folgezeit im repressiv puritanischen England ausgeliefert war, erkennen.
Im Januar 1593 wurde Das Massaker in Paris „neu“ aufgeführt, wie den Tagebucheintragungen des Theatermanagers Philip Henslowe (ne für neu) zu entnehmen ist, und im Sommer 1594, als die Theater nach Ende der Pest wieder öffneten, zehnmal wiederholt.

## Umstände der letzten Lebensmonate

### Kulminierende lebensbedrohende Situation
Ab Winter/Frühjahr 1592/1593 kam es zu einer Serie von Ereignissen, die Marlowe unzweifelhaft in eine äußerst bedrohliche Lage gebracht haben müssen. Im Jahr 1593 erfolgten zugleich die Verhaftung und Einkerkerung von Thomas Nashe bzw. die Folter von Thomas Kyd, zweier Freunde Marlowes, sowie die Erhängung von religiösen Dissidenten wie John Penry (* 1559; † 29. Mai 1593) am Vorabend von Marlowes Tod, Henry Barrowe und John Greenwood zusammen mit drei Druckern, die deren Werke veröffentlicht hatten.
Am 5. Mai 1593 wurden „ausländerfeindliche“ Plakate, deren Drohungen sich gegen eingewanderte protestantische Kaufleute aus Holland und Frankreich richteten, in Blankversen, in der stilistischen Manier von Marlowe, an die Mauer der Dutch Churchyard in der Broad Street geklebt, heute bekannt als „Dutch Church Libel“. Eines der erhalten gebliebenen drohenden Plakate beginnt:
You strangers that inhabit in this land,
Note this same writing, do it understand,
Conceive it well, for safe-guard of your lives,
Your goods, your children and your dearest wives
zu Deutsch:
Ihr Fremden, die ihr wohnt in diesem Land,
Achtet auf eben diese Schrift, versteht sie,
Begreift sie wohl, eure Leben zu bewahren,
Eure Güter, eure Kinder und eure liebsten Ehefrauen
Dieses 1973 entdeckte Plakat aus dem Jahre 1593 war von einer anonymen Person mit dem Namen „Tamburlaine“ unterzeichnet, einer von Marlowes berühmten Hauptfiguren aus dem gleichnamigen Theaterstück und mit Bezügen zu zwei weiteren seiner Stücke (Das Massaker von Paris, Der reiche Jude von Malta). Die Folge war, dass er auf Grund seiner Stücke zumindest indirekt für die öffentliche Unruhe verantwortlich gemacht wurde, die sich nachweislich aus den vom 16. April stammenden Texten ergab. Die Plakate, die Königin Elisabeth zur Kenntnis gebracht wurden, forderten ihre Autorität heraus. Der Privy Council der Königin u. a. mit Sir Robert Cecil, 1. Earl of Salisbury, Lord Erzbischof, Earl of Derby, – befahl am 11. Mai 1593, die für den „Libel“ Verantwortlichen ausfindig zu machen und unter Folter die Wahrheit herauszufinden und zu bestrafen.

„if you shal finde them dulie to be suspected and they shal refuze to confesse the truth, you shal by aucthoritie hereof put them to the torture in Bridewel, and by th’extremitie thereof, to be used at such times and as often as you shal thinck fit, draw them to discover their knowledge concerning the said libels“

Die Suche nach Verantwortlichen schloss unzweifelhaft Marlowe als Autor von Tamburlaine trotz fehlender Evidenz einer Beteiligung an einer Urheberschaft der Plakate ein. Am folgenden Tag, dem 12. Mai 1593, wurde der Dichter und Dramatiker Thomas Kyd verhaftet, der wohl als Hauptunruhestifter verdächtigt wurde, für das Dutch Church Libel mitverantwortlich zu zeichnen. Sein Zimmer wurde durchsucht und vorgeblich häretische Schriften gefunden, in denen die Gottheit Jesu geleugnet wird und die er als aus dem Besitz von Marlowe darstellte und ihrer gemeinsamen Zeit des Jahres 1591 stammten, als er noch mit Marlowe zusammen im selben Zimmer wohnte und beide gemeinsam schrieben. Obwohl Kyd hinsichtlich der primären Beschuldigung der Dutch Church Libel wohl unschuldig war, wurde er im Gefängnis von Bridewell gefoltert. Er bezichtigte Marlowe – indem er versuchte, sich so stark wie möglich von ihm zu distanzieren – des Atheismus. Später wiederholte er seine Vorwürfe gegenüber Marlowe schriftlich. Kyds niedergeschriebene Notizen kennzeichnen wahrscheinlich die Dinge, die er bei einer Befragung im Mai 1593 ausgesagt hatte, sie müssen allerdings nach dem 30. Mai 1593 niedergeschrieben worden sein, da auf einen toten Marlowe Bezug genommen wird.
In einem Brief Kyds an den Lord Keeper Sir John Puckering erweiterte Kyd seine Vorwürfe gegenüber Marlowe unter der offensichtlichen Bedrohung, des Atheismus verdächtigt und bezichtigt zu werden. Am 18. Mai 1593 erhielt Marlowe von dem zu seinem Aufenthaltsort geschickten Henry Maunders eine Vorladung zum Erscheinen vor dem Privy Council in Nonsuch, Surrey, wegen Anschuldigung der Blasphemie, des Atheismus und des Freidenkertums.

„to repaire to the house of Mr Tho: Walsingham in Kent, or any other place where he shall understand where Christopher Marlow may be remayning, and by vertue hereof to apprehend, and bring him to the Court in his Companie.“

Marlowe folgte dieser Auflage am 20. Mai 1593. Er hielt sich in jener Zeit der Pest in London bei seinem Patron und Freund Thomas Walsingham (1561–1630) auf dem Landsitz der Walsinghams in Scadbury, Chislehurst Kent, auf, das nach dem Tod seines Bruders Edmund Walsinghams 1590 in dessen Besitz gelangt war. Im Gegensatz zum verhafteten und gefolterten Thomas Kyd wurde Marlowe auf Kaution freigelassen (released on bail) mit der Auflage, sich täglich bis auf weiteres zu melden. Es gibt keine Quellen darüber, ob Marlowe dieser Auflage nachkam.
Zeitgleich tauchten in rascher Folge weitere massiv belastende Dokumente auf, die alle bestätigen sollten, dass Marlowe nicht nur selbst ein Atheist war, sondern auch andere in ihrem Atheismus ermutigt und bestärkt hatte. Es waren dies:
- die sogenannten Remembrances-Dokumente[53] mit in der zweiten Maihälfte 1593 an William Cecil gerichtete, höchstwahrscheinlich von einem Thomas Drury ausgehende Angriffe bzw. Anklagen gegen Richard Cholmeley, die zugleich Anschuldigungen von Marlowes werbender Tätigkeit für den Atheismus enthielten.
- weitere Anklagen[54] erneut höchstwahrscheinlich von Thomas Drury ausgehende Anschuldigungen gegen Richard Cholmeley, die zuerst an Justice Young gesandt wurden, die (laut Drury) an Sir John Puckering und Lord Buckhurst und von dort an Königin Elizabeth weitergeleitet wurden. Diese Anklagen bezogen sich auf die früheren Anschuldigungen.
- die Baines –Notizen[55] mit einer ganzen Liste von massivsten Anschuldigungen bzw. Denunziationen des Informanten Richard Baines gegen Marlowes Gotteslästerungen, die wahrscheinlich um den 27. Mai 1593 an den Privy Council ausgehändigt wurden. Von diesen Notizen existiert sowohl das Original[56] als auch eine Kopie,[57] welche wahrscheinlich dem Privy Council und der Königin zugeleitet wurde. Obwohl die Baines-Notizen oder Informationen drei Tage vor Marlowes Tod geliefert wurden, wurde das Schriftstück einige Tage für Korrekturen zurückgehalten und erreichte den Privy Council und die Königin als etwas veränderte Kopie erst nach dem Tod (mit verändertem Datum). Es wurde argumentiert, dass die Belassung von Marlowe auf freiem Fuß und die Verzögerung des „Baines-Berichts“ eine Notwendigkeit zum Zeitaufschub dargestellt haben könnte, Marlowes Rettung durch einen vorgetäuschten Tod zu planen und auszuführen. Es wurde vermutet, dass das offizielle Protokoll der so massiven Denunziation Marlowes durch Richard Baines für eine Weile zurückgehalten worden war, um es zu redigieren, bevor es den Privy Council und die Königin erreichte.

Diese Umstände der schriftlichen Fixierung der Baines Denunziationen wurden dahingehend interpretiert, dass es am Hofe, im höchsten Machtzentrum, einflussreiche Personen gegeben haben muss, die solche Berichte verzögern und ändern konnten, um Marlowe zu schützen. In diesem Fall könnte es sich nur um Königin Elisabeths „rechte Hand“ William Cecil, zusammen mit seinem Sohn Sir Robert Cecil, gehandelt haben.
Die Zusammenfassung verschiedener Quellen lässt vermuten, dass Christopher Marlowe seit mindestens acht Jahren in enger Verbindung mit Lord Burghley stand. Marlowes Stipendium ging von Jonathan Parker, dem Sohn des Erzbischofs Matthew Parker, aus, der wiederum ein enger Freund Burghleys war. Burghley war es, der Matthew Parker dazu überredet hatte, die Stelle des Erzbischofs von Canterbury (1559 bis 1575) zu übernehmen. Es ist belegt, dass Matthew Parker in der Phase einer Depression nach dem Tode seiner Frau eine der wenigen Kopien seines Werkes De Antiquitate Ecclesiae Burghley geschenkt hatte. Robert Cecil hatte sein Studium zur gleichen Zeit wie Marlowe im Alter von 17 Jahren am selben College in Cambridge begonnen, und es ist nicht vorstellbar, dass er und Robert Cecil sich nicht – ebenso wie Thomas Nashe – begegnet sind, wahrscheinlich über „Jonathan Parker“, den Vermittler des Marlowe’schen Stipendiums und Freund der Familie der Cecils.
Die Tatsache, dass in so kurzer Zeit so ungeheures Material und solch massive Anschuldigungen gegen Marlowe „aufgefahren“ wurden, wurde dahingehend bewertet, dass hier eine „konzertierte Kampagne“ gegen Marlowe inszeniert worden sein muss. Die Frage, wer hinter dieser Kampagne gestanden haben mag, ist ausführlich diskutiert worden. Der stärkste Verdacht fällt auf Richard Baines (ein zum Priester geweihter Mann, den man mit einem „Rektor“ von Waltham, nahe Cleethorpes in Lincolnshire – bis mindestens 1607 – gleichsetzt), einem „Cambridge-Mann“, dessen Hintermänner in der Führung der Kirche von England und damit beim Erzbischof von Canterbury John Whitgift gesehen werden, für den Richard Baines seit mindestens 1587 arbeitete.
Dass der von Tortur und Todesstrafe bedrohte Christopher Marlowe wegen einer vergleichsweise nichtigen Angelegenheit (Streit um die Bezahlung einer Rechnung) exakt zur selben Zeit ums Leben kam, ist nach Ansicht verschiedener Experten kein Zufall.

### Tod
Nach dem Meyerschen Konversationslexikon (1888) starb Marlowe „in einem Liebeshandel von seinem Nebenbuhler erstochen“. Noch 1917 konnte man als offizielle Version des Todes von Marlowe im englischen Dictionary of National Biography (DNB), die über Jahrhunderte bis heute vielfach kolportierte Feststellung lesen, dass Marlowe in betrunkenem Zustand in einer Wirtshausschänke bzw. bei einer Schlägerei ums Leben kam (Sir Sidney Lee „… was killed in a drunken fight …“). Erst die späte, erstaunliche Entdeckung des „Coroners Report“ durch Leslie Hotson 1925 hat nur sehr allmählich die bis heute fixierte und fortdauernde Sichtweise des Todes von Marlowe („Wirtshausschlägerei“) ins Wanken geraten lassen.
Folgt man diesem auf Lateinisch gefassten Bericht des königlichen Untersuchungsrichters bzw. Leichenbeschauers William Danby, Coroner of the Queen’s Household, so traf sich Marlowe am Morgen des 30. Mai 1593 im Hause einer „gewissen“ Witwe Eleanor Bull (about the tenth hour before noon of the same day met together in a room in the house of a certain Eleanor Bull, widow) in Deptford, eine halbe Meile westlich des Greenwich-Palastes Königin Elisabeths, mit drei Personen – Nicholas Skeres, Ingram Frizer und Robert Poley (auch Robin Poley, Roberte Pooley, Robte Poolie, Poolye u. a.).
Eleanor Bull muss eine respektierte Dame gewesen sein, Witwe von Richard Bull mit Verbindungen zum Hof. Ihre Schwester Blanche war die Patentochter von Blanche Perry, der Amme von Königin Elisabeth und Cousine von Lord Burghley. Eleanor Bulls Schwager John Bull stand ebenfalls in Diensten des „Begründers des britischen Geheimdienstes“ Sir Francis Walsingham.
Poleys Funktion als akkreditierter Courier und Überbringer wichtiger Briefe, Nachrichten und Botschaften von Lord Burghleys zwischen verschiedenen Fürstenhöfen und englischen Botschaften in der Zeit zwischen 1588 und 1601 ist gut belegt. Die Auflistungen der Entlohnungen Poleys vor Marlowes Tod zwischen dem 17. Dezember 1592 und dem 23. März 1593 zeigen ihn länger am Hof von Schottland.

“… carrying lettres in poste for her heighness speciall servcice of great importance from Hampton Courte into Scotlande to the Courte there…”

Dass man davon ausging, dass Thomas Kyds damalige Anschuldigungen gegenüber Marlowe der Wahrheit entsprachen, in Korrespondenz mit dem König von Schottland zu stehen und Menschen zu überreden, dorthin mitzugehen, ließ die Schlussfolgerung entstehen, dass Robert Poley ein Botschafter in Schottland unter Marlowes Aufsicht gewesen sei.

„…he [Marlowe] would pswade with men of quallitie to go unto th king of Scotts, whether I heare Royden is gon, and where if had livd, he told me, when I saw him last, he meant to be…“

Aus einem Brief von Lord Burghley an seinen Sohn Sir Robert Cecil vom 21. Mai 1593 scheint hervorzugehen, dass die Cecils planten, Marlowe in der Sache der „Spanish Blanks“ nach Schottland zu entsenden.
Poley war ebenso wie Thomas Walsingham und Nicholas Skeres in die Aufdeckung der „Babington-Verschwörung“ verwickelt, bei der Königin Elisabeth I. umgebracht und Maria Stuart inthronisiert werden sollte. Alle drei beim Tode Marlowes anwesenden Männer hatten berufliche Verbindungen zur Machtzentrale bzw. standen in Diensten von Thomas Walsingham oder Lord Burghley und waren also ebenso wie Marlowe mit Walsingham bekannt. Sie aßen, folgt man dem „Coroners Report“, zusammen zu Mittag, verbrachten einen ruhigen Nachmittag im Hause von Eleanor Bull und ergingen sich im Garten. Nach dem Abendessen saßen die anderen drei mit ihrem Rücken zu Marlowe, der auf einem Bett neben ihnen lag. Ein Streit brach aus zwischen Marlowe und Frizer wegen der Bezahlung der Rechnung oder deren Berechnung. Marlowe zog Frizers Dolch von hinten und traf ihn und verletzte ihn am Kopf. Es entwickelte sich ein Kampf, in dem Frizer den Dolch in Marlowes Kopf über dem rechten Auge stieß und ihn sofort tötete.
Zwei Tage später bestätigten der Untersuchungsrichter der Königin William Danby („Coroner of the Queens houshold“) und 16 Geschworene, dass Ingram Frizer in Selbstverteidigung gehandelt hatte. Er wurde innerhalb eines Monats auf freien Fuß gesetzt. Marlowe wurde am 1. Juni 1593 auf dem Kirchhof von St. Nicholas Deptford begraben. (Register St. Nicholas Church Deptford, Christopher Marlow slaine by ffrauncis ffrezer, auffälligerweise nicht Ingram.)

#### Ungereimtheiten bei den Todesumständen
Bei dem dokumentierten „Todes-Szenario von Deptford“ sind von Experten verschiedene Ungereimtheiten erkannt bzw. analysiert worden, die der Zusammenkunft der Männer in einem Haus aus dem Umfeld von Lord Burghley (speziell in Anbetracht der im gleichen engen Zeitraum für Marlowe bestehenden akuten lebensbedrohlichen Situation) einen spezifischen Zweck zugeschrieben haben. Sie argumentieren, dass …
- … eine dokumentierte Zusammenkunft von drei Männern einen Tag lang in einem Hause und Garten im direkten Umfeld von Lord Burghley in einer Zeit akutester Lebensbedrohung Marlowes eine bestimmte Bedeutung und Funktion gehabt haben muss.
- … die bei der Leichenschau bzw. Feststellung der Todesumstände ermittelte und dokumentierte Evidenz ausschließlich von drei anwesenden Personen (Robert Poley, Ingram Frizer, Nicholas Skeres) aus dem unmittelbaren Umkreis Thomas Walsinghams[66] abhing, des Freundes und Schutzpatrons Marlowes bzw. Lord Burghleys. Man geht davon aus, dass den 16 Geschworenen die Person bzw. das Gesicht Marlowes nicht bekannt war und sie ihn somit nicht identifizieren konnten.
- … der Leichnam Marlowes, zeitgleich mit der offiziellen Registrierung seines Todes, eiligst in einem nicht gekennzeichneten Grab im Kirchhof der St.-Nicholas-Kirche in Deptford beerdigt wurde.
- … William Danby in seiner Rolle als „Coroner of the Queen“ zumindest mehr als vier Jahre lang in enger beruflicher Wechselbeziehung zu Cecil gestanden haben muss. Beide kannten einander möglicherweise gut, da sie beide ab Mai 1541 in den Anwaltskammern von Gray’s Inn/Lincoln’s Inn in London arbeiteten, zugleich mit Thomas Walsingham senior, dem Vater von Marlowes Freund gleichen Namens.
- … der Tod Marlowes bis zum nächsten Tag nicht gemeldet wurde.
- … es grundsätzlich in der Hand des Untersuchungsrichters der Grafschaft lag, einen Todesfall zu untersuchen, innerhalb der 12-Meilen-Zone („within the verge“) der Königin gemeinsam mit einem königlichen Untersuchungsrichter, hier Sir William Danby, und dass der Untersuchungsrichter der Grafschaft den Untersuchungsbericht zu verfassen hatte. William Danby, der der unmittelbaren Kontrolle des Privy Councils bzw. der Königin unterstand und der den „Coroner’s Court“ von 16 Geschworenen in Deptford zusammenrief, hätte dies nicht auf eigene Faust tun dürfen.
- … der Ort, an dem der Mord geschah, das Anwesen von Eleanor Bull war, deren enge Verbindungen zum Hof nach heutiger Auffassung über William Cecil und die Cecils gesehen werden.
- … der Mörder Ingram Frizer ins Gefängnis kam, um die Begnadigung der Königin abzuwarten, die in einer außergewöhnlich kurzen Zeitspanne von 28 Tagen eintraf, der wohl kürzesten in den Annalen.[67]

Nach seiner Entlassung am 28. Juni 1593 kehrte Frizer als freier Mann sofort in den Dienst seines Herren Thomas Walsingham zurück, dessen besten Freund und bewunderten Dichter Christopher Marlowe er „soeben umgebracht“ hatte.

### Postume Ereignisse und Dokumente
Eine Quelle belegt, dass zwei Wochen nach Marlowes Tod einer der beim Tod von Marlowe anwesenden Männer, Robert Poley, 30 Pfund von der Schatzkanzlei ausgezahlt erhielt, und zwar „für die Beförderung von Post der Königin in besondern und geheimen Affären von großer Wichtigkeit“. Dieses Faktum wurde dahingehend interpretiert, dass Poley in der Phase des Dutch Libel und der Ermordung Marlowes Mai/Juni 1593 im Dienste des Privy Councils bzw. Ihrer Majestät gestanden haben muss. Die Tatsache, dass Marlowes Tod nur Tage nach seiner Verhaftung und Anklage der Häresie mit drohendem Tod und Tortur erfolgte, trug dazu bei, dass er im Rahmen der Shakespeare’schen Urheberschaftsdebatte als Kandidat diskutiert wurde (Marlowe-Theorie).
Am 6. Juli 1593 wurde Edward II., am 28. September Marlowes Übersetzung von Lucan’s First Book und Hero and Leander durch John Wolf bei der Druckergilde (Stationer’s Register) zum Druck angemeldet. 1594 folgten die Anmeldung zum Druck von Der Jude von Malta (17. Mai 1594) und die Veröffentlichung von Edward II und Dido, Queen of Carthage, vervollständigt von Thomas Nashe. 1596 wurde Marlowes Übersetzung von Ovids Elegien ohne Datum und Lizenz gedruckt und drei Jahre später zensiert und öffentlich verbrannt.

## Literarisches Schaffen

### Werkübersicht
Theaterstücke
- Dido, Queen of Carthage
- Tamburlaine the Great (Teil 1)
- Tamburlaine the Great (Teil 2)
- The Jew of Malta
- The Massacre at Paris
- Edward II
- The Tragicall History of Dr Faustus

Lyrik
- Hero and Leander
- The Passionate Shepherd to his Love

Übersetzungen
- Ovid, Amores
- Lucans Pharsalia, erstes Buch

Zwei Zueignungen
(Marlowe zugeschrieben, Original in Lateinisch)
- Widmung an Mary Countess of Pembroke
- Epitaph auf den Tod von Sir Roger Manwood

### Themen
Marlowe thematisierte zahlreiche soziale, politische und religiöse Gegenstände und problematisierte damit die zeitgenössisch akzeptierten Überzeugungen. Neben Shakespeare gilt er als der bedeutendste literarische Repräsentant der englischen Renaissance. Ein wesentliches ihrer Merkmale ist der neu gewonnene Glaube an die Möglichkeiten menschlicher Vernunft und Willenskraft. Marlowe richtete sein Augenmerk auf die Taten großer Männer und wählte historische Gestalten als Helden aus der kriegerischen Überlieferung, aus Kreisen der Finanz oder der Diplomatie, die getragen werden von ihrer eigenen mächtigen Vitalität.
Jeden einzelnen Helden versieht Marlowe mit der ihm entsprechenden Ausrichtung des Machtstrebens. Tamburlaine vertritt das unwiderstehliche Streben nach kriegerischer Macht, Dr. Faustus das Streben nach Macht über das Reich des Geistes und die Kräfte der Natur, der Jude von Malta das Streben nach der Macht des Goldes und der Gewalt über Märkte und Menschen. Marlowes Helden sagen sich los von den überlieferten Vorschriften christlicher Ethik, die die Handlungsfreiheiten für die Verwirklichung ihrer Ziele hemmen. Das Machtstreben ohne Ausrichtung auf ethische Ziele entlädt sich allerdings in Katastrophen und hinterlässt Verwüstung. Am deutlichsten ist dieses Motiv in Die tragische Historie vom Doktor Faustus gestaltet, einer Bearbeitung des Faust-Stoffes.
Der Kampf gegen die Willkür der Götter wird in dem epischen Gedicht Hero und Leander, einer freien Übersetzung des Musaios, behandelt. In Marlowes Bearbeitung umfasst es zwei Gesänge. Marlowe überließ George Chapman die Rechte an dem Gedicht, der die tragische Geschichte der beiden Liebenden Hero und Leander auf insgesamt sechs Gesänge erweiterte.

### Rezeption
Es gibt zahlreiche zeitgenössische Quellen, die von Marlowes literarischer Begabung sprechen. George Peele (1556–1596), ein zeitgenössischer Dramatiker, bezeichnete ihn 1593 wohl kurz nach der Todesnachricht mit einer traditionellen Formel als den „Liebling der Musen“. Thomas Nashe (1567–1600?) stellt in seinem The Unfortunate Traveller die rhetorische Frage, ob jemals jemand von einer göttlicheren Muse als der von Kit Marlowe gehört habe.
Im 19. Jahrhundert ist Marlowes Ruhm nach einer langen Zeit der von normativen Kunstvorstellungen motivierten Verurteilungen wieder gewachsen. Er wird als „the father and founder of English dramatic poetry“ (John Addington Symmonds 1884), „the father of the English drama“ (A. H. Bullen 1885) und als „the most important of Shakespeare’s predecessors“ (Clifford Leech) bezeichnet. Manche Literaturwissenschaftler des neunzehnten Jahrhunderts nennen Marlowe ein „Shakespeare ebenbürtiges Genie“.
- Algernon Swinburne (1837–1909)[73] nannte ihn den Vater der „englischen Tragödie“ und den absoluten und göttlich-begnadeten Schöpfer und Erfinder des englischen Blankverses, der zugleich als Lehrer und Wegweiser für Shakespeare gesehen werden müsse. (Den Blankvers hat vor Marlowe Surrey in die englische Literatur eingeführt.)
- Der englische Literaturwissenschaftler Frederick S. Boas[74] sah 1936 das im tiefsten Sinne klassische Element von Marlowes Genius darin, wie er mit vollkommener Klarheit und Präzision Gedanken und Emotionen in rhythmische Sprache mit treffender Exaktheit übersetzte
- Frank Percy Wilson erkannte 1953 Marlowes dramatisches Genie bereits in seinem ersten aufgeführten Stück Tamburlaine. Er wurde nach seiner Meinung nicht wegen irgendwelcher Umstände zum Bühnenautor, er war von Anfang an der „geborene Dramatiker“.[75]
- Irving Ribner war 1964 davon überzeugt, dass die Neubewertung von Marlowe erst begonnen habe: „Every facet of Marlowe’s genius is likely to be freshly explored and a new understanding may emerge to which we more generally give our assent“.[76]

Die intensive Erforschung von Marlowes Werken der letzten 50 Jahre hat zu einer Ausdifferenzierung der vertretenen Positionen und zu ganz unterschiedlichen Charakteristiken und Bewertungen Marlowes geführt (beispielsweise als romantischer Rebell, als orthodox-christlicher Dramatiker, als Mann von moralischer Ambiguität usw.).
Die Literaturkritik hat wiederholt die Forderung vertreten, Marlowes Dichtungen seien als Kunstwerke und nicht als Spiegel des Charakters ihres Schöpfers zu betrachten. Jegliche Interpretation liefe ansonsten Gefahr, nicht das zu finden, was Marlowe zu bieten hat, sondern das, was man – ausgerüstet mit vorgefassten Theorien und beeinflusst durch die ungesicherten biographischen Kenntnisse – vorzufinden wünsche. Neueste Sekundärliteratur wie das vom Vorsitzenden der amerikanischen Marlowe-Gesellschaft Kirk Melnikoff zusammen mit Roslyn L. Knutson herausgegebene Standardwerk Christopher Marlowe, Theatrical Commerce, and The Book Trade, (Cambridge: 2018) zeigt Marlowe in der Vielzahl seiner zeitgenössischen Bezüge, macht aber auch deutlich, dass jener Marlowe, der uns überliefert wurde – der Dichter, Agent, Atheist und Homosexuelle – fast vollständig eine Erfindung des zwanzigsten Jahrhunderts ist (Adam G. Hooks, S. 98), eine Sicht, die Thomas Dabbs bereits 1991 in seinem Beitrag Reforming Marlowe: The Nineteenth-Century Canonization of a Renaissance Dramatist vertreten hatte.

## Werke

### Dramen

#### Dido, Queen of Carthage
Wahrscheinlich schrieb er sein oft als Frühwerk bezeichnetes erstes Theaterstück Dido, Queen of Carthage noch während seiner Studienzeit in Cambridge etwa 1584 bis 1586 mit Unterstützung von Thomas Nashe. Die historische Grundlage und Quelle seines Stückes bildete das vierte Buchs von Vergils Versepos Aeneis. Das Stück erzählt in Zeiten des Krieges die tragische Liebesgeschichte der karthagischen Königin Dido und des aus Troja geflohenen Aeneas, der, vom eigentlichen Seeweg abgekommen, an Karthagos Küste landet. Das Stück wurde zuerst 1587 durch the Children of Her Majesty’s Chapel aufgeführt, das die einzige, 1594 erschienene, nicht lizenzierte Ausgabe den Titel Played by the Children of her Maiesties Chappell enthielt. Das unvollendete Stück, das auffällige stilistische Parallelen zu Tamburlaine aber auch zu Edward II und Hero und Leander zeigt, wurde von Thomas Nashe komplettiert.
Das Frühwerk Dido ebenso wie Tamburlaine steht für die grenzenlosen Möglichkeiten des Menschen als Ausdruck des optimistischen Individualismus der Cambridger Jahre.

#### Tamburlaine the Great
Man vermutet, dass Marlowe die Arbeit an dem Stück noch in Cambridge begonnen hat, da das Stück Tamburlaine (Teil II) bereits Herbst 1587 in London uraufgeführt worden sein muss. Dies wurde aus Robert Greenes Vorwort von Perimedes (lizenziert 29. März 1588) geschlossen, in der er Tamburlaine II und damit Marlowes Atheismus und Gottlosigkeit erwähnt. Aus dem Prolog von Tamburlaine II ließ sich zugleich entnehmen, dass Teil II von Tamburlain nur wegen des großen Bühnenerfolgs des ersten Teils zustande kam, so dass die Aufführung von Tamburlain Teil I mindestens Anfang 1587 stattgefunden haben muss. Seine Dramen wurden für Philip Henslowe durch die „Lord Admirals Company“ unter der schauspielerischen Leitung des Schauspielers und Theaterdirektors Edward Alleyn aufgeführt. Tamburlaine wurde am 14. August 1590 bei der Druckergilde (Stationers’ Register) eingereicht.
Das Stück basiert auf der historischen Figur des turko-mongolischen Eroberers Timur (1336–1405; latinisiert Tamerlan und Tamburlaine). Marlowes primäre Vorlagen waren wahrscheinlich Pedro Mexias Sylva de Varia lecion (Sevilla 1543) und Perondinos Vita Magni Tamerlanis (Florenz 1551).
Der Erfolg des Tamburlaine hat den Blankvers als Ausdrucksmittel der dramatischen Sprache im Elisabethanischen Theater etabliert. Der Erfolg des ersten Teils war so groß, dass eiligst eine Fortsetzung (Teil II) geschrieben und bereits 1587 produziert wurde.

#### The Jew of Malta

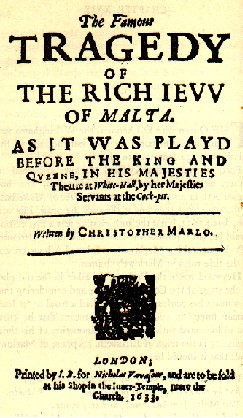
Titelblatt der Erstveröffentlichung von The Rich Jew of Malta, 1633

Das Stück bezieht sich auf das damals wenige Jahrzehnte zurückliegendes Ereignis der Belagerung Maltas durch die Türken 1565, die mit dem Sieg der katholischen Johanniter-Ritter endete. Die Schlacht ist Grundlage des Stücks über den reichen Barabas und den zerstörerischen Selbstlauf privater und staatlicher Racheakte auf dem Hintergrund religiöser Intoleranz.
Sowohl Thomas Kyds The Spanish Tragedy or Hieronimo is Mad Againe als auch Marlowes The Jew of Malta wurden von der Theatergruppe The Admiral’s Men vermutlich bereits 1589/90 aufgeführt. The Jew of Malta war ein sofortiger Erfolg und blieb Marlowes populärstes Stück, bis die Theater 1642 geschlossen wurden. Der Prolog wird von Machiavell gesprochen, auch Barabas kann als ein „machiavellistischer“ Schurke gesehen werden. Der Jude von Malta und das Massaker von Paris illustrieren die Fragwürdigkeit des amoralischen Übermenschen.
Die als Quarto 1633 erschienene Druckausgabe des Jew of Malta enthält verschiedene Textrevisionen, die möglicherweise von Thomas Heywood, der das Vorwort schrieb, vorgenommen wurden.

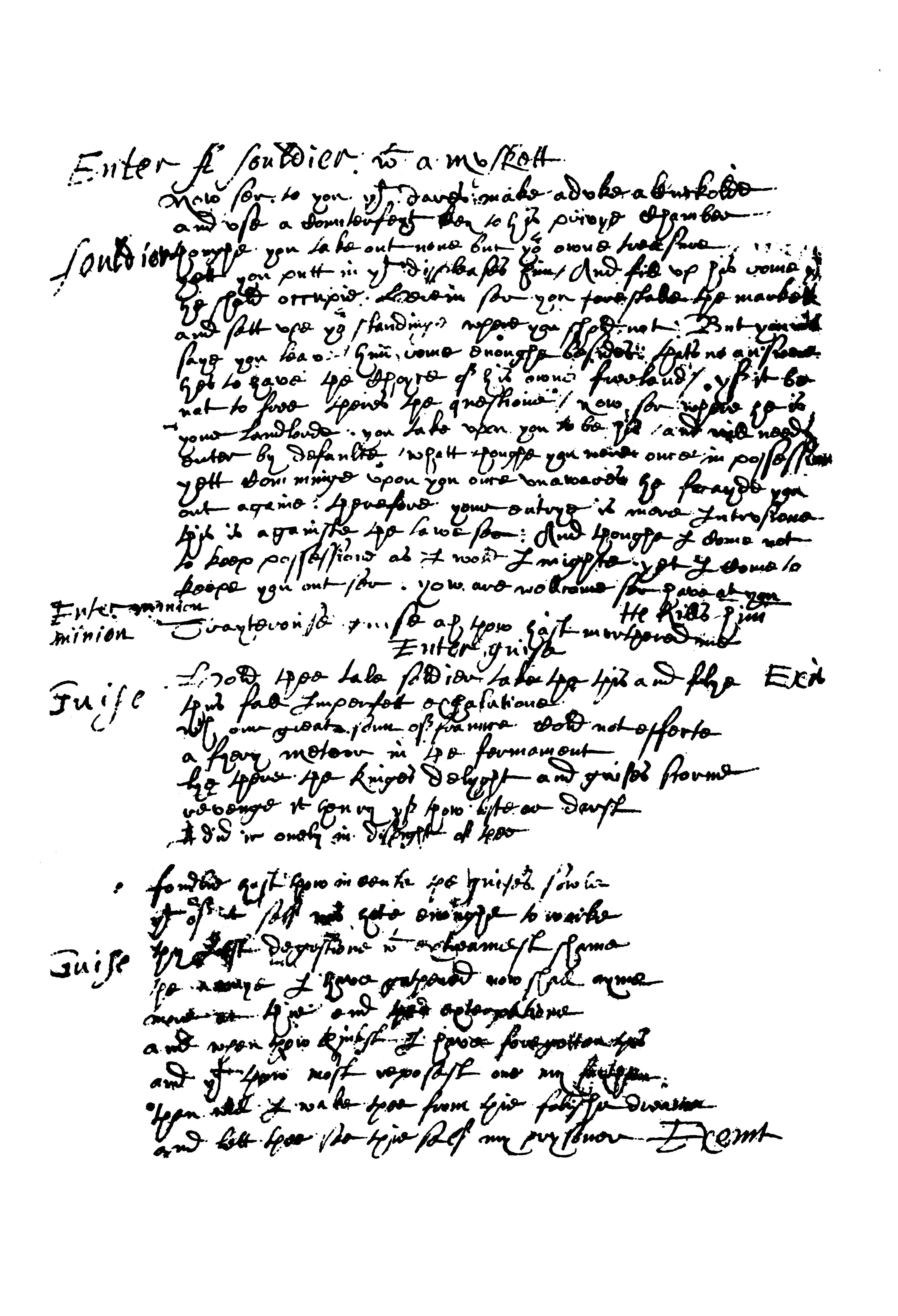
Schlecht erhaltenes Fragment, wahrscheinlich verworfene bzw. ins Unreine beschriebene Vorder- und Rückseite mit Textausschnitt aus Das Massaker von Paris, wahrscheinlich Original-Handschrift von Christopher Marlowe (1593). Folger Shakespeare Library Ms.J.b.8, S. 116.

#### The Massacre at Paris
Am 26. Januar 1592 wird erstmals The Massacre at Paris wie aus den Tagebucheintragungen des Theatermanagers Philip Henslowe (ne für new) zu entnehmen, von der Theatergruppe Lord Strange’s Men aufgeführt und im Sommer 1594, als die Theater nach der Pest wieder öffneten, zehnmal wiederholt bei hohen Einnahmen zu Anfang der Aufführungen. Das Stück wurde ca. 1601 veröffentlicht.
Christopher Marlowe entwickelt sein Stück vor dem Hintergrund der erst kurz zurückliegenden politischen Wirren und Krisen in Frankreich, die in der historischen Bartholomäusnacht oder Bluthochzeit von Paris des 24. August 1572 explodierten. Sie ereignete sich Tage nach der Heirat zwischen dem protestantischen Heinrich von Navarra mit der Schwester König Karls IX. von Frankreich, die auch der Aussöhnung zwischen den Konfessionen dienen sollte. Im Namen des Königs von Frankreich und seiner Hintermänner wurden Tausende Menschen vorwiegend Hugenotten (die protestantische Bevölkerung) ermordet.
Der primäre Anlass der verheerenden Gewalttätigkeiten war ein Racheakt, der eine Spirale der Gewalt und Gegengewalt nach sich zog. Das Drama konfrontiert zwei mächtige und ehrgeizige Figuren, den Herzog von Guise und den Herzog von Anjou (später König Heinrich III.). Die Ermordung von Heinrich III., mit der das Stück schließt, erfolgte am 2. August 1589. In Henslowes Aufzeichnungen wird das Stück The Guise genannt, so dass der Titel Das Massaker von Paris wahrscheinlich viel später eingeführt wurde, als das Interesse am Herzog von Guise erlosch.
Der heute noch verbliebene unbefriedigende Zustand des Texts (1250 Zeilen) entspricht wahrscheinlich einem Bruchteil des früheren Gesamtwerks, er ist erkennbar erheblich verändert worden.

#### Edward II

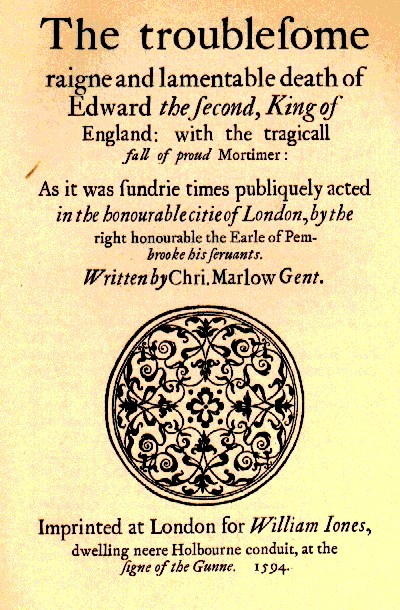
Titelblatt des Dramas Edward II, 1594

Das Drama Edward II (The Troublesome Reign and Lamentable Death of Edward the Second) wurde 1592 von der Theatergruppe der Pembrokes Men aufgeführt, am 6. Juli 1593 (also zwei Monate nach Marlowes Tod) im Stationer’s Register zur Veröffentlichung angemeldet und 1594 (wahrscheinlich auch 1593) erstmals gedruckt und veröffentlicht. Es gehört zu den wenigen Stücken, die nicht in Henslowes Tagebuch (Diary) aufgeführt werden, sodass nichts über Zeitpunkte der ersten Aufführung gesagt werden kann. Diese können aber teilweise aus dem erheblichen Echo ungewöhnlich zahlreicher Zeileninhalte aus Edward II, die bei zeitgenössischen Dichterkollegen zu finden waren, abgelesen werden.
(Sechs Entlehnungen in Arden of Feversham, lizenziert 3. April 1592, 1592 gedruckt, fünf in Kyds Soliman and Perseda lizenziert 20. November 1592, vier in George Peeles Edward the First, lizenziert 8. Oktober 1593). Daneben in Lodge‘s Wound of Civil War, lizenziert 24. Mai 1594, in Nashes Summers Last Will, in The Battle of Alcazar veröffentlicht 1594, in Peeles Honour of Garter 1593. Aus diesen Beobachtungen wurde abgeleitet, dass das Stück Edward II in der zweiten Hälfte 1591 bzw. ersten Hälfte 1592 öffentlich aufgeführt worden sein muss.
Edward II reflektiert ein Drama, in dem nicht mehr das Panorama der historischen Hintergründe vorrangig ist, sondern der Charakter des Herrschers selbst. Ihn herauszuarbeiten sind alle Szenen arrangiert. Zugleich wird ein Frauencharakter, Königin Isabella, die Ehefrau Edwards, in seiner Wandlung zum Bösen begründet. Marlowe zeigt einen Staat, der auf seinen Untergang zutreibt, in dem Macht und Recht nur leere Floskeln sind und der in seiner Willkür grausam und absurd erscheint.
- Inhalt. König Edward liebt öffentlich seinen Günstling Gaveston. Er vergisst darüber die Regierungsgeschäfte und gibt seine Königswürde der Lächerlichkeit preis. Der Hof stellt sich offen gegen ihn, an ihrer Spitze der taktierende Mortimer. Edward wird gezwungen, sich von seinem Geliebten zu trennen. Königin Isabella versucht die Gunst ihres Mannes zurückzugewinnen. Schließlich erzwingen weitere Konflikte die kriegerische Auseinandersetzung. Gaveston wird gefasst und ermordet. Edward sammelt alle ihm noch verfügbare Macht und beginnt gegen seine Gegner bestialisch zu wüten. Seinem Rachefeldzug fallen alle führenden Aristokraten zum Opfer bis auf seinen Gegenspieler Mortimer, dem es gelingt, sich nach Frankreich zu retten, wo bereits seine gedemütigte Isabella mit ihrem Sohn, dem späteren Edward III., auf ihn wartet. Sie bilden ein Heer und ziehen siegreich gegen den König von England. Edward wird zum Verzicht auf die Herrschaft gezwungen, die er nominell weiterführen muss. In Wirklichkeit führen Königin Isabella und Mortimer, der ihr Geliebter geworden ist, die Regierung. Während der einst verblendete und hochfahrende Edward mehr und mehr zur stillen Leidensfigur wird, entpuppen sich nun die neuen Herrscher als Tyrannen. Es bleibt der nackte, gedemütigte, schließlich bestialisch ermordete Edward zurück, verloren und aller Illusionen beraubt. Der Mord ruft Edwards Sohn auf den Plan, der die Macht ergreift, Mortimer tötet und die Mutter verstößt.

Zugleich sei Shakespeare hier durch Marlowe in hohem Maße zur Form seines Heinrich VI. gebracht worden. Bertolt Brecht und Lion Feuchtwanger legten 1923 eine Bearbeitung des Dramas von Marlowe vor. Eine neue Bearbeitung stammt von Ewald Palmetshofer: Edward II. Die Liebe bin ich nach Christopher Marlowe, Wiener Festwochen 2015. Alfred Walter Heymel übersetzte das Drama ins Deutsche.

### Epik und Lyrik
Von Marlowe sind außerdem erhalten geblieben das (vermutlich unvollendete) Versepos Hero and Leander sowie das bekannte, oft auch in anderen Werken zitierte und später gern parodierte Gedicht The Passionate Shepherd to His Love (Der verliebte Schäfer an seine Geliebte).

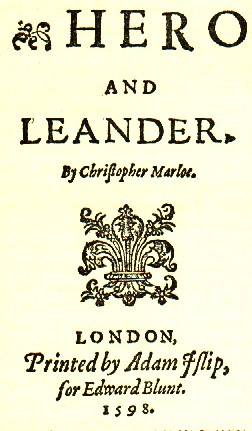
Titel des Versepos Hero und Leander, 1598

#### Hero and Leander
Als Vorlage für das Versepos Hero and Leander diente Marlowe die spätgriechische Fassung des alexandrinischen Dichters und Grammatikers Musaios (5. Jahrhundert n. Chr.).
Seine Sprache ist äußerst prunkvoll und bilderreich und von antiken Anspielungen gefüllt.

„About her neck hung chains of pebble-stone/ Which, lightened by her neck, like diamonds shone./ She ware no gloves, for neither sun nor wind/ would burn or parch her hands, but to her mind/ Or warm or cool them, for they tool delight/ To play upon those hands, they were so white…“

„Übersetzung: Um ihren Hals hingen Ketten von Kieselstein/ die, beleuchtet von ihrem Hals, wie Diamanten erstrahlten./ Sie trug keine Handschuhe, denn weder Sonne noch Wind/ Wollten ihre Hände verbrennen oder austrocknen, sondern, ganz wie es ihr beliebte/ Wärmten oder kühlten sie sie, denn es gefiel ihnen/ Auf diesen Händen zu spielen, so weiß waren sie…“

Auf Grund der Eleganz seiner Verse und durch die von subtiler Erotik und Leidenschaft geprägte Grundstimmung wird Hero and Leander zu den schönsten poetischen Schöpfungen der englischen Renaissance gezählt.
Das Liebesepos, das Literaturwissenschaftler zu den Spätwerken Marlowes zählen, erschien 1598 in zwei verschiedenen Versionen, der ersten unvollendeten, unfertigen Version als 818-zeiliges Gedicht, das mit des Herausgebers Einschub endet „desunt nonnulla“ („etwas fehlend“) bzw. der zweiten Version, in der das Gedicht in zwei „Sestiaden“ geteilt ist, die von George Chapman fortgesetzt wurden, der vier weitere Sestiaden hinzufügte.

#### The Passionate Shepherd
Obwohl die Entstehungszeit des berühmten Gedichts The Passionate Shepherd (Der verliebte Schäfer) mit dem lyrischen Gedicht Come Live with Me and Be My Love unbekannt ist, wird es insbesondere deshalb den späteren 1580er Jahren zugeordnet, weil es in dieser Zeit häufig, auch von Marlowe selbst, in Zitaten aufgegriffen wurde, beispielsweise in Dido, Tamburlaine, The Jew, and Edward II. Ein solches lyrisches Lied taucht beispielsweise in der Festsaal-Szene am Anfang des von Richard Loncraine inszenierten Shakespeare-Films Richard III auf (Come live with me, and be my love, and we will all the pleasures prove).
Es erschien in verschiedenen Druckausgaben von vier bis sieben Stanzen, mit einer Vier-Stanza-Version, gedruckt in The Passionate Pilgrim (1599) und einer Sechs-Stanza-Version in Englands Helicon (1600).

### Übersetzungen

#### Ovidsche Elegien

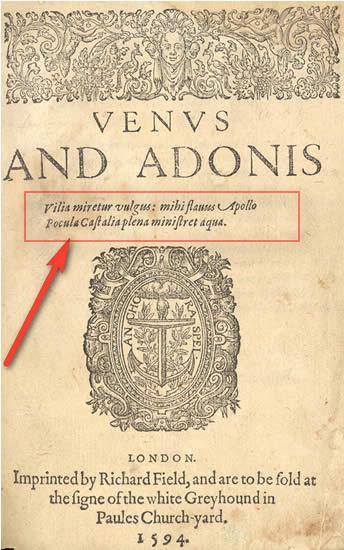
Zwei lateinische Zeilen (Pfeil) aus Ovids Amores, die Marlowe Jahre zuvor vollständig ins Englische übersetzt hatte, auf der Titelseite des ersten gedruckten Werks von Shakespeare (1593), hier Nachdruck 1594

In der Regel wird die freie zeilengetreue Übersetzung von Ovids Amores aus dem Lateinischen als erstes poetisches Werk Marlowes angesehen, das er wahrscheinlich als Student in Cambridge um 1584/85 verfasst hat. Das Datum der Erstveröffentlichung ist nicht bekannt. Experten gehen davon aus, dass es in der zweiten Hälfte der 1590er Jahre gedruckt worden sein muss. Sie wurden 1599 im Rahmen der Zensur der Kirche öffentlich verbrannt.
Die Ovidschen Elegien erschienen in drei unterschiedlichen Ausgaben, die ersten zwei enthielten nur zehn Gedichte, während die dritte komplette Ausgabe drei Bücher mit 48 Gedichten enthielt.

#### Lucans Erstes Buch
Marlowes Übersetzung von Lucans erstem Buch der Pharsalia, einem epischen Gedicht über die Schlacht von Pharsalos 48 v. Chr. zwischen Caesar und Pompeius Magnus wurde am 28. September 1593 zusammen mit Hero and Leander im Stationer’s Register eingereicht.
Die Veröffentlichung erfolgte nicht vor 1600. Experten sind sich nicht völlig einig, ob die Übersetzung einer frühen oder späten Schaffensperiode Marlowes zuzuordnen ist.

### Marlowes Zueignungen

#### Grabschrift für Roger Manwood
Ein Gedicht Marlowes in Form einer kurzen lateinischen Grabschrift für Sir Roger Manwood (1525–1593), Lord Chief Baron of the Exchequer, einem Juristen aus Canterbury, ist als Manuskript erhalten geblieben. Man kann mit einer gewissen Plausibilität annehmen, dass es zwischen Dezember 1592, dem Todeszeitpunkt Roger Manwoods, und Mai 1593, dem Todeszeitpunkt Marlowes, verfasst worden sein muss.
Das lateinische Epitaph fand sich auf der Rückseite des Titelblatts einer Kopie (1629) von Marlowe und Chapmans Hero und Leander.

#### Mary Sidney Herbert, Countess of Pembroke zugeeignete Versepistel
Außerdem gilt Marlowe als der Autor einer lateinischen Prosa einer Mary Sidney Herbert, Countess of Pembroke (Schwester von Philip Sidney) zugeeigneten Versepistel, welche als Vorwort zu Thomas Watsons Gedicht Amintae gaudia von 1592 diente, und welche ein erstaunliches Licht auf Marlowes Karriere als Dichter wirft und deshalb heute neben seinen Gedichten gedruckt wird.

## Marlowe in der Shakespeare-Autorschaftsdebatte
Die sogenannte Urheberschaftsdebatte wird außerhalb der institutionalisierten Shakespeare-Forschung geführt. Innerhalb dieser Debatte ist Christopher Marlowe seit einer Veröffentlichung von Calvin Hoffman im Jahr 1955 einer der am häufigsten genannten Shakespeare-Autorschaftskandidaten. Dokumentarische Belege, die Marlowe mit den Werken Shakespeares in Verbindung bringen, gehen bis in die erste Hälfte des 19. Jahrhunderts zurück. Die nachhaltigste Wirkung hatte Calvin Hoffmans Buch The murder of the man who was Shakespeare von 1955. Die einzige deutschsprachige Monographie zur Marlowe-Theorie geht davon aus, dass der mit Shakespeare gleichaltrige Christopher Marlowe, der anerkannte größte Dramatiker, Dichtergenius und „Superstar“ seiner Zeit bis zu seinem „vermeintlichen“ Tode 1593 wegen lebensbedrohlicher Beschuldigungen von Seiten des Staates und der Kirche unter Vortäuschung seines Todes seine Identität und seinen Namen aufgab, in der Anonymität mit Unterstützung der Krone weiterlebte und unter zahlreichen Pseudonymen (einschließlich William Shakespeare) schrieb und in hohem Alter von 91 Jahren am 13. Oktober 1655 im Jesuitenkolleg in Gent (Belgien) unter dem Namen „Tobias Mathew“ starb. Der Name „Shakespere“ als eines seiner Pseudonyme wurde zu Anfang erwählt, da sich William Shakspere aus Stratford gegen Honorierung bereit erklärte, zur Erhöhung der Sicherheit Christopher Marlowe „leibhaftig“ zu maskieren.
Marlowes Anwartschaft auf die Autorschaft Shakespeares wurde in der „Terra-X-Serie“ als Dokumentation Das Shakespeare-Rätsel (Atlantis Film, Regie: Eike Schmitz) behandelt, die im Jahr 2011 vom Sender ZDF erstmals ausgestrahlt wurde und in der ZDF Mediathek abgerufen werden kann.
Zu ganz anderen Ergebnissen gelangt die um Marlowes Dramen erweiterte und mit dem derzeit umfassendsten Programm R Stylo durchgeführte stilometrische Analyse der apokryphen Dramen, der zufolge Shakespeare seine Lehrzeit als Dramatiker bereits um 1585 in London begann und Marlowe lediglich die beiden Tamerlan-Dramen sowie ein Stück namens Locrine zugesprochen wird. Marlowes Anteil an Edward II wird zwischen 20 und 25 % liegend angegeben. Als Autoren der vermeintlichen Marlowe-Dramen gelten durch die Messung der stilistischen Übereinstimmungen mit den Referenztexten Thomas Nashe, Thomas Kyd und William Shakespeare. Wahrscheinlich sahen profitgierige Drucker in dem spektakulären Tod Marlowes eine Möglichkeit, Dramentexte mit dem Namen eines blasphemischen Atheisten werbewirksam zu verkaufen.
Der Neurologe Bastian Conrad entwickelte in seiner Marlowe Monografie 2011 die Multi-Pseudonymitäts-Theorie, die nachzuweisen versucht, dass Marlowe, der im Mai 1593 wegen Hochverrat, (treason), Aufruhr (rebellion) und Volksverhetzung (sedition) mit der Todesstrafe unmittelbar bedroht war, nur mit Hilfe der Krone (William Cecil) und assistierter Todesvortäuschung gerettet werden konnte: Laut Conrad war Marlowe gezwungen, seine Identität und seinen Namen dauerhaft aufzugeben; er lebte ab der 2.Jahreshälfte 1593 in einer inneren und äußeren Verbannung bzw. im Exil und schrieb unter einer Vielzahl von Pseudonymen, Decknamen (einschließlich Shakespeare) bzw. anonymen (nicht identifizierbaren) Initialen. Dieser Darstellung zufolge hatte Marlowe auch vor seinem vermeintlichen Tod nie eines seiner Werke unter seinem Namen drucken lassen.

### Werkausgaben
- C. F. Tucker Brooke (Hrsg.): The Works of Christopher Marlowe. Clarendon Press, Oxford 1910.

1. Tamburlaine
2. Tamburlaine, Part II
3. Doctor Faustus
4. The Jew of Malta
5. Edward II
6. Dido
7. The Massacre at Paris
8. Hero and Leander
9. Lyric Poems
10. Ovid’s Elegies
11. The First Book of Lucan

- Robert H. Case (Hrsg.): Works and Life of Christopher Marlowe. Methuen, London 1930/33.

1. The life of Marlowe and the tragedy of Dedo, queen of Carthage
2. Tamburlaine the Great
3. The jew of Malta
4. Poems
5. The tragical history of Doctor Faustus
6. Edward II.

- The Plays of Christopher Marlowe. Oxford University Press (Drucker: Vivian Ridler), London 1939 (= The World’s Classics. Band 478); 8 Neudrucke 1946 bis 1966.

1. The first part of Tamburlaine the Great[91]
2. The second part of Tamburlaine the Great[92]
3. The tragical history of Doctor Faustus[93]
4. The Jew of Malta[94]
5. Edward the Second[95]
6. The massacre at Paris[96]
7. The tragedy of Dido, Queen of Carthage[97]

- Roma Gill (Hrsg.): The Complete Works of Christopher Marlowe. Clarendon Press, Oxford 1987 ff.

1. All Ovid elegies
2. Doctor Faustus
3. Edward II.
4. The jew of Malta
5. Tamburlaine the Great

### Biographien/Essays
- John E. Bakeless: The Tragical History of Christopher Marlowe. Greenwood Press, Westport, Conn. 1970 (Nachdr. d. Ausg. Cambridge/Mass. 1942, zwei Bände)
- Emily C. Bartels (Hrsg.): Critical Essays on Christopher Marlowe. Hall Books, New York 1997, ISBN 0-7838-0017-7.
- Harold Bloom (Hrsg.): Christopher Marlowe. Chelsea House, Broomall, Pa. 2002, ISBN 0-7910-6357-7.
- Frederick S. Boas: Christopher Marlowe. A Biographical and Critical Study. Clarendon, Oxford 1966 (Nachdr. d. Ausg. Oxford 1940)
- Rodney Bolt: History play. The lives and afterlife of Christopher Marlowe. HarperCollins, London 2004, ISBN 0-00-712123-7.
- Lois M. Chan: Marlowe Criticism. A Bibliography. Hall Books, London 1978, ISBN 0-86043-181-9.
- Patrick Cheney (Hrsg.): The Cambridge Companion to Christopher Marlowe. University Press, Cambridge 2007, ISBN 978-0-521-52734-7.
- Douglas Cole: Christopher Marlowe and the Renaissance of Tragedy. Greenwood Press, Westport, Conn. 1995, ISBN 0-313-27516-5.
- Bastian Conrad: Der wahre Shakespeare: Christopher Marlowe. Zur Lösung des Jahrhunderte alten Autorschaftsproblems. buch & media; 5 korrigierte Auflage (11. Januar 2016). 692 Seiten ISBN 978-3-95780-002-2
- Mark Eccles: Christopher Marlowe in London (Harvard studies in English). Octagon Books, New York 1967 (Nachdr. d. Ausg. Cambridge 1934)
- Kenneth Friedenreich: Christopher Marlowe, An Annotated Bibliography of Criticism Since 1950. Scarecrowe Press, Metuchen N. J. 1979, ISBN 0-8108-1239-8.
- Graham L. Hammill: Sexuality and form. Caravaggio, Marlowe, and Bacon. University of Chicago Press, Chicago, Ill. 2000, ISBN 0-226-31518-5.
- Park Honan: Christopher Marlowe. Poet & Spy. Oxford University Press, Oxford 2006, ISBN 0-19-818695-9.
- Lisa Hopkins: Christopher Marlowe. A literary life. Palgrave Books, Basingstoke 2000, ISBN 0-333-69825-8.
- Lisa Hopkins: A Christopher Marlowe chronology. Palgrave Macmillan, Basingstoke 2005, ISBN 1-4039-3815-6.
- Leslie Hotson: The Death of Christopher Marlowe. Russell & Russell, New York 1967 (Nachdr. d. Ausg. London 1925)
- Roy Kendall: Christopher Marlowe and Richard Baines. Journeys Through the Elizabethan Underground. University Press, Madison, N.J. 2004, ISBN 0-8386-3974-7.
- Constance B. Kuriyama: Christopher Marlowe. A Renaissance life. Cornell University Press, Ithaca N.Y. 2002, ISBN 0-8014-3978-7.
- Clifford Leech: Marlow. A collection of critical essays. Prentice Hall, Englewood Cliffs 1964
- David Riggs: The World of Christopher Marlowe. Holt Books, New York 2005, ISBN 0-8050-7755-3.
- Alfred D. Rowse: Christopher Marlowe. A biography. Macmillan, London 1981, ISBN 0-333-30647-3 (früherer Titel: Marlowe, his life and works)
- Arthur W. Verity: The influence of Christopher Marlowe on Shakespeare's early style. Folcroft Press, Folcroft, Pa. 1969 (Nachdr. d. Ausg. Cambridge 1886)
- Judith Weil: Christopher Marlowe, Merlin's Prophet. Cambridge University Press, Cambridge 1977, ISBN 0-521-21554-4.
- Paul W. White (Hrsg.): Marlowe, history, and sexuality. New critical essays on Christopher Marlowe. AMS Press, New York 1998, ISBN 0-404-62335-2.
- Frank P. Wilson: Marlowe and the Early Shakespeare. Clarendon Press, Oxford 1973 (Nachdr. d. Ausg. Oxford 1953)
- Richard Wilson: Christopher Marlowe. Longman, London 1999, ISBN 0-582-23706-8.

### Studien zum literarischen Werk
- Johannes H. Birringer: Marlowe’s „Dr. Faustus“ and „Tamburlaine“. Theological and theatrical perspectives. (= Trierer Studien zur Literatur. Band 10). Lang, Frankfurt am Main u. a. 1984, ISBN 3-8204-5421-7.
- Fredson Bowers (Hrsg.): Complete Works of Christopher Marlowe. University Press, Cambridge 1981, ISBN 0-521-22759-3. (zwei Bände, Nachdr. d. Ausg. London, 1974)
- Douglas Cole: Christopher Marlowe and the Renaissance of Tragedy. Praeger, Westport, CT 1995.
- Lisa Hopkins: Christopher Marlowe. A Literary Life. Palgrave Macmillan, Basingstoke 2000, ISBN 0-333-69825-8.
- Hartmut Ilsemann: Phantom Marlowe: Paradigmenwechsel in Autorschaftsbestimmungen des englischen Renaissancedramas. Düren: Shaker, 2020, ISBN 978-3-8440-7412-3.
- Hugo Keiper: Studien zur Raumdarstellung in den Dramen Christopher Marlowes. Dramaturgie und dargestellte Wirklichkeit. Verlag Die Blaue Eule, Essen 1988, ISBN 3-89206-230-7.
- Johannes Kleinstück: Untersuchungen zu Marlowes Faust. (= Darstellung und Deutung, Bd. 2). Silva, Iserlohn 1947.
- Clifford Leech: Christopher Marlowe. Poet for the Stage. AMS Press, New York 1986, ISBN 0-404-62281-X.
- Harry Levin: Wissenschaft ohne Gewissen: Christopher Marlowes >The Tragicall History of Doctor Faustus<. In: Willi Erzgräber (Hrsg.): Interpretationen Band 7 · Englische Literatur von Thomas Morus bis Laurence Sterne. Fischer Verlag, Frankfurt am Main et al. 1970, S. 36–65.
- Ruth Lunney: Marlowe and the popular tradition. Innovation in the English drama before 1595. Manchester University Press, Manchester u. a. 2002, ISBN 0-7190-6118-0.
- Ian McAdam: The irony of identity. Self and imagination in the drama of Christopher Marlowe. University of Delaware Press u. a., Newark, Del. u. a. 1999, ISBN 0-87413-665-2.
- Wilfried Malz: Studien zum Problem des metaphorischen Redens am Beispiel von Texten aus Shakespeares Richard II. und Marlowes Edward II. (= Europäische Hochschulschriften, Reihe 14, Angelsächsische Sprache und Literatur. 105). Lang, Frankfurt am Main u. a. 1982, ISBN 3-8204-5824-7.
- Alan Shepard: Marlowe’s soldiers. Rhetorics of masculinity in the age of the Armada. Ashgate, Aldershot, Hants u. a. 2002, ISBN 0-7546-0229-X.
- Stevie Simkin: Marlowe. The Plays. Palgrave, Basingstoke 2001, ISBN 0-333-92241-7.
- William Tydeman, Vivien Thomas: Christopher Marlowe. The Plays and Their Sources. Routledge, London 1994, ISBN 0-415-04052-3.
- Hubert Wurmbach: Christopher Marlowes Tamburlaine-Dramen. Struktur, Rezeptionslenkung und historische Bedeutung. Ein Beitrag zur Dramenanalyse. (= Anglistische Forschungen. 166). Winter, Heidelberg 1984, ISBN 3-533-03215-9.

## Marlowe als historische Roman- und Filmfigur
Die Brillanz der Person Marlowes und die Umstände seines Lebens und Todes haben Autoren und Schriftsteller im Laufe der Jahrzehnte dazu veranlasst, ihn als historische Romanfigur in verschiedener Form einzusetzen. Auch in Spielfilmen wird Marlowe gelegentlich als Figur aufgegriffen.
Als literarische Figur trat Christopher Marlowe erstmals 1825 im ersten Teil von Ludwig Tiecks Novelle Dichterleben auf. Tieck thematisiert darin unter anderem die Auseinandersetzung zwischen der Romantik, vertreten durch Shakespeare und dem Sturm und Drang, repräsentiert von Marlowe. Eine gegenteilige Ansicht vertrat Richard Henry Horne, in dessen Drama The Death of Marlowe 1837 Marlowe erstmalig als fiktive Gestalt in der englischsprachigen Literatur erschien. Hornes Marlowe ist die personifizierte Romantik. Während im deutschsprachigen Raum nach Tieck höchstens ein marginales Interesse an einer literarischen Auseinandersetzung mit Marlowe herrschte, erschienen ab 1890 in England vorwiegend Theaterstücke über Marlowe. 1895 fand er Einzug in die Belletristik. Obwohl seither zahlreiche Autoren Marlowe in den unterschiedlichsten literarischen Gattungen auftreten lassen, geschieht dies mit verblüffender Einfallslosigkeit. Fast immer ist er der homosexuelle Außenseiter, der gegen das Establishment rebelliert und hervorragend in die elisabethanische Theaterwelt passt, die als Sammelbecken alternativer Lebensstile beschrieben wird.
Belletristik
- Lisa A. Barnett, Elizabeth Carey, Melissa Scott: Armor of Light. New England SF Assoc., Framingham, Ma. 1997, ISBN 0-915368-29-3 (darin wird Marlowe als ein Mann gezeichnet, der seine versuchte Ermordung durch die Rettung von Sir Phillip Sidney überlebte.)
- Anthony Burgess: Der Teufelspoet. Roman („A Dead Man in Deptford“). Klett-Cotta, Stuttgart 1995, ISBN 3-608-93217-8 (dieser Roman beinhaltet eine Beschreibung über Marlowe und seinen Tod. Nach Burgess handelt es sich um eine Fiktion, die aber nirgends von historischen Fakten abweicht.)
- Robin Chapman: Christoferus or Tom Kyd's Revenge. Sinclair-Stevenson, London 1993, ISBN 1-85619-241-5. Deutsche Ausgabe: Der Poet der Königin. Roman. Droemersche Verlagsanstalt Th. Knaur Nachf., München, 1994, ISBN 3-426-63020-6 (Unter Folter denunziert Thomas Kyd seinen Freund Marlowe als Atheisten. Marlowe kommt nach seiner Haft unter mysteriösen Umständen ums Leben; Ky deckt das dahintersteckende Komplott auf.)
- Judith Cook: The Slicing Edge of Death. Simon & Schuster, 1993, ISBN 0-671-71590-9.
- Antonia Forest: The Player's Boy. Girls Gone By Edition, Bath 2006, ISBN 1-904417-92-2 (Kinderbuch; hier erscheint Marlowe in vier Kapiteln. Eine fiktionale Figur Nicholas ist Zeuge von Marlowes Tod im Haus in Deptford, der später ein Schauspieler in der gleichen Gesellschaft wie William Shakespeare wird.)
- Neil Gaiman: Sandman. Comic („The Sandman“). Edition Tilsner, Bad Tölz 2003 (zwei Bände, Marlowe und Shakespeare erscheinen kurz in einem Lokal. Marlowe wird als großer Schriftsteller zusammen mit dem jungen unerfahrenen Shakespeare dargestellt.)

1. 2003, ISBN 3-933773-66-0.
2. 2003, ISBN 3-933773-68-7.

- Lisa Goldstein: Im Zeichen von Sonne und Mond. Roman („Strange Devices of the Sun and Moon“). Fischer Taschenbuchverlag, Frankfurt am Main 1994, ISBN 3-596-12216-3 (ein phantastischem Roman in dem Marlowe eine zentrale Rolle spielt.)
- Andreas Höfele: Der Spitzel. Suhrkamp, Frankfurt am Main 1997, ISBN 3-518-39415-0 (über den englischen Spitzel Robert Poley und dessen Verwicklung in Marlowes Ermordung).
- Dieter Kühn: Geheimagent Marlowe. Roman eines Mordes. Fischer, Frankfurt am Main 2007, ISBN 978-3-10-041510-3 (darin ist Marlowes Geheimdienstdossier zu lesen, das ihn als englisch-französischen Doppelagenten präsentiert. Der WDR hat auch eine Hörspiel-Fassung nach dem Roman produziert[104])
- Andy Lane: The Empire of Glass. Dr. Who Books, London 1995, ISBN 0-426-20457-3 (Lanes beschreibt Marlowe, der seinen Mörder um 16 Jahre überlebt hat.)
- Rosemary Laurey: Unsterbliche Küsse („Kiss me forever“). Weltbild Verlag, Augsburg 2007, ISBN 978-3-89897-728-9 (ein Liebesroman, in dem Marlowe, als 400 Jahre alter Vampir, eine der zwei Hauptpersonen ist.)
- Philip Lindsay One Dagger for Two. Hutchinson, London 1974 (Nachdruck der Ausgabe London 1932; Lindsay behandelt Marlowe als Zentralfigur mit verschiedenen Spekulationen über seinen Tod.)
- Leslie Silbert: Der Marlowe Code („The Intelligencer“). Blanvalet Verlag, München 2004, ISBN 3-7645-0139-1 (der Roman verknüpft Marlowe als einen möglichen Spion seiner Zeit mit Ereignissen der Gegenwart.)
- Gerald Szyszkowitz: Das falsche Gesicht oder Marlowe ist Shakespeare, 2015 (in diesem und den beiden folgenden Theaterstücken geht Marlowe als Spion ins Ausland und schreibt die Stücke für Shakespeare)
- Gerald Szyszkowitz: Marlowe und die Geliebte des Lope de Vega, 2016
- Gerald Szyszkowitz: Marlowes Romeo und Julia in Kreta, 2017
- Harry Turtledove: Ruled Britannia. A novel of alternate history. Tor Books, New York 2002, ISBN 0-451-45915-6 (spielt in einem fiktiven, von den Katholiken regierten England; Marlowe erscheint als Zeitgenosse und Freund Shakespeares.)
- Alan Wall: The School of Night. Vintage Books, London 2001, ISBN 0-09-928586-X (Wall konstruiert mit Hilfe eines Protagonist–Erzähler–Modells eine Theorie, in der er einen nicht-wirklich-toten Marlowe als den Autor der Shakespeareschen Werke identifiziert.)
- Louise Welsh: Tamburlaine muss sterben. Roman („Tamburlaine Must Die“). Kunstmann, München 2005, ISBN 3-88897-384-8 (dieser Roman basiert auf einer fiktiven Theorie der letzten zwei Lebenswochen Marlowes.)
- Connie Willis: Winter's tale. In: dies.: Impossible Things. Short stories. Bantam Books, New York 1994, ISBN 0-553-56436-6 (in dieser Erzählung ist Marlowe einer der Hauptpersonen.)

Film
- Rupert Everett spielt Marlowe 1998 in dem Film Shakespeare in Love, in dem er Shakespeare beim Schreiben von Romeo und Julia hilft. Seine letzten Worte sind ein fröhliches „Well, I’m off to Deptford!“
- John Hurt spielt 2013 im Film Only Lovers Left Alive den alten Vampir Christopher Marlowe. Nach und nach erfährt man im Film, dass er alle Werke Shakespeares verfasst hat und dem kleinen Mann allen Ruhm dafür überließ, was ihn nun verbittert.